# فهرست خورشیدگرفتگی‌های سده ۱۴ (پیش از میلاد)
این فهرست شامل خورشیدگرفتگی‌های قرن چهاردهم پیش از میلاد است که در طی دورهٔ سال ۱۴۰۰ پیش از میلاد تا ۱۳۰۱ پیش از میلاد روی داده‌اند. در این دوره، ۲۳۴ خورشیدگرفتگی رخ داد که ۷۶ مورد آن خورشیدگرفتگی جزئی، ۸۴ مورد خورشیدگرفتگی حلقه‌ای، ۶۸ خورشیدگرفتگی کامل و ۶ مورد نیز از نوع خورشیدگرفتگی مرکب بود.
| تاریخ           | زمان بزرگترین گرفت | چرخهٔ ساروس | نوع    | قدر    | مدت زمان            | مکان                                            | مسیر گرفتگی            | ناحیهٔ جغرافیایی                                 | منبع  |
| --------------- | ------------------ | ---------- | ------ | ------ | ------------------- | ----------------------------------------------- | ---------------------- | ----------------------------------------------- | ----- |
| ۱۲ مارس ۱۴۰۰    | ۰۷:۰۵:۱۱           | ۱۷         | کامل   | ۱.۰۵۵۱ | ۰۴ دقیقه و ۱۴ ثانیه | ۳۱°۵۴′جنوبی ۱۳۰°۳۰′غربی / ۳۱٫۹°جنوبی ۱۳۰٫۵°غربی | ۲۰۳ کیلومتر (۱۲۶ مایل) |                                                 | [ ۱ ] |
| ۴ سپتامبر ۱۴۰۰  | ۱۲:۱۷:۵۰           | ۲۲         | حلقه‌ای | ۰.۹۶۲۴ | ۰۳ دقیقه و ۱۸ ثانیه | ۴۴°۱۲′شمالی ۱۵۵°۱۲′شرقی / ۴۴٫۲°شمالی ۱۵۵٫۲°شرقی | ۱۶۸ کیلومتر (۱۰۴ مایل) |                                                 | [ ۱ ] |
| ۱ مارس ۱۳۹۹     | ۲۰:۱۶:۴۹           | ۲۷         | مرکب   | ۱.۰۰۲۷ | ۰۰ دقیقه و ۱۶ ثانیه | ۳°۰۰′شمالی ۱۰°۱۸′شرقی / ۳٫۰°شمالی ۱۰٫۳°شرقی     | ۱۰ کیلومتر (۶٫۲ مایل)  |                                                 | [ ۱ ] |
| ۲۴ اوت ۱۳۹۹     | ۲۱:۳۷:۱۶           | ۳۲         | کامل   | ۱.۰۲۴۳ | ۰۲ دقیقه و ۱۸ ثانیه | ۷°۴۲′شمالی ۹°۴۸′غربی / ۷٫۷°شمالی ۹٫۸°غربی       | ۸۳ کیلومتر (۵۲ مایل)   |                                                 | [ ۱ ] |
| ۱۹ فوریه ۱۳۹۸   | ۰۲:۲۲:۰۰           | ۳۷         | جزئی   | ۰.۸۴۱۲ | —                   | ۶۱°۴۲′شمالی ۱۳۱°۳۰′غربی / ۶۱٫۷°شمالی ۱۳۱٫۵°غربی | —                      |                                                 | [ ۱ ] |
| ۱۴ اوت ۱۳۹۸     | ۱۲:۴۵:۳۴           | ۴۲         | کامل   | ۱.۰۵۵۴ | ۰۴ دقیقه و ۲۳ ثانیه | ۳۶°۲۴′جنوبی ۱۰۴°۴۲′شرقی / ۳۶٫۴°جنوبی ۱۰۴٫۷°شرقی | ۳۴۶ کیلومتر (۲۱۵ مایل) |                                                 | [ ۱ ] |
| ۹ ژانویه ۱۳۹۷   | ۰۸:۵۱:۴۳           | ۹          | جزئی   | ۰.۶۲۳۲ | —                   | ۶۴°۵۴′جنوبی ۱۳°۵۴′غربی / ۶۴٫۹°جنوبی ۱۳٫۹°غربی   | —                      |                                                 | [ ۱ ] |
| ۴ ژوئیه ۱۳۹۷    | ۲۰:۴۹:۲۴           | ۱۴         | جزئی   | ۰.۹۸۲۲ | —                   | ۶۵°۴۲′شمالی ۱۷۱°۱۲′شرقی / ۶۵٫۷°شمالی ۱۷۱٫۲°شرقی | —                      |                                                 | [ ۱ ] |
| ۲۸ دسامبر ۱۳۹۷  | ۱۳:۰۱:۰۶           | ۱۹         | حلقه‌ای | ۰.۹۷۵۳ | ۰۲ دقیقه و ۱۳ ثانیه | ۵۱°۰۰′جنوبی ۱۲۵°۴۸′شرقی / ۵۱٫۰°جنوبی ۱۲۵٫۸°شرقی | ۹۹ کیلومتر (۶۲ مایل)   |                                                 | [ ۱ ] |
| ۲۴ ژوئن ۱۳۹۶    | ۰۷:۱۶:۳۶           | ۲۴         | حلقه‌ای | ۰.۹۸۶۷ | ۰۱ دقیقه و ۲۱ ثانیه | ۳۹°۳۰′شمالی ۱۵۳°۴۸′غربی / ۳۹٫۵°شمالی ۱۵۳٫۸°غربی | ۴۹ کیلومتر (۳۰ مایل)   |                                                 | [ ۱ ] |
| ۱۸ دسامبر ۱۳۹۶  | ۰۰:۱۸:۵۲           | ۲۹         | کامل   | ۱.۰۲۷۸ | ۰۲ دقیقه و ۵۰ ثانیه | ۸°۱۲′جنوبی ۴۷°۳۰′غربی / ۸٫۲°جنوبی ۴۷٫۵°غربی     | ۹۷ کیلومتر (۶۰ مایل)   |                                                 | [ ۱ ] |
| ۱۳ ژوئن ۱۳۹۵    | ۱۰:۳۹:۰۵           | ۳۴         | حلقه‌ای | ۰.۹۴۹۷ | ۰۶ دقیقه و ۵۸ ثانیه | ۸°۱۸′جنوبی ۱۵۶°۴۸′شرقی / ۸٫۳°جنوبی ۱۵۶٫۸°شرقی   | ۲۱۴ کیلومتر (۱۳۳ مایل) |                                                 | [ ۱ ] |
| ۷ دسامبر ۱۳۹۵   | ۱۵:۴۰:۱۹           | ۳۹         | کامل   | ۱.۰۳۵۹ | ۰۲ دقیقه و ۵۱ ثانیه | ۴۴°۴۸′شمالی ۸۷°۴۲′شرقی / ۴۴٫۸°شمالی ۸۷٫۷°شرقی   | ۲۹۹ کیلومتر (۱۸۶ مایل) |                                                 | [ ۱ ] |
| ۳ مه ۱۳۹۴       | ۲۱:۵۸:۱۵           | ۶          | جزئی   | ۰.۰۴۰۴ | —                   | ۷۰°۴۲′شمالی ۱۳۸°۴۲′غربی / ۷۰٫۷°شمالی ۱۳۸٫۷°غربی | —                      |                                                 | [ ۱ ] |
| ۲ ژوئن ۱۳۹۴     | ۱۱:۱۸:۱۵           | ۴۴         | جزئی   | ۰.۵۲۵۷ | —                   | ۶۸°۴۲′جنوبی ۱۶۷°۰۰′شرقی / ۶۸٫۷°جنوبی ۱۶۷٫۰°شرقی | —                      |                                                 | [ ۱ ] |
| ۲۸ اکتبر ۱۳۹۴   | ۱۷:۳۱:۴۶           | ۱۱         | جزئی   | ۰.۶۶۳۳ | —                   | ۷۱°۱۲′جنوبی ۶۶°۱۲′غربی / ۷۱٫۲°جنوبی ۶۶٫۲°غربی   | —                      |                                                 | [ ۱ ] |
| ۲۲ آوریل ۱۳۹۳   | ۰۶:۴۴:۱۴           | ۱۶         | کامل   | ۱.۰۲۶۱ | ۰۲ دقیقه و ۰۳ ثانیه | ۴۹°۳۶′شمالی ۱۶۳°۱۲′غربی / ۴۹٫۶°شمالی ۱۶۳٫۲°غربی | ۱۲۴ کیلومتر (۷۷ مایل)  |                                                 | [ ۱ ] |
| ۱۶ اکتبر ۱۳۹۳   | ۲۳:۲۹:۱۲           | ۲۱         | حلقه‌ای | ۰.۹۳۶۳ | ۰۶ دقیقه و ۵۵ ثانیه | ۳۴°۴۲′جنوبی ۴۸°۲۴′غربی / ۳۴٫۷°جنوبی ۴۸٫۴°غربی   | ۲۷۶ کیلومتر (۱۷۱ مایل) |                                                 | [ ۱ ] |
| ۱۱ آوریل ۱۳۹۲   | ۲۱:۴۳:۲۸           | ۲۶         | کامل   | ۱.۰۷۲۹ | ۰۶ دقیقه و ۳۱ ثانیه | ۰°۱۸′جنوبی ۷°۰۶′غربی / ۰٫۳°جنوبی ۷٫۱°غربی       | ۲۳۷ کیلومتر (۱۴۷ مایل) |                                                 | [ ۱ ] |
| ۵ اکتبر ۱۳۹۲    | ۲۳:۲۱:۳۳           | ۳۱         | حلقه‌ای | ۰.۹۲۰۷ | ۱۰ دقیقه و ۲۷ ثانیه | ۸°۵۴′شمالی ۳۱°۵۴′غربی / ۸٫۹°شمالی ۳۱٫۹°غربی     | ۳۰۴ کیلومتر (۱۸۹ مایل) |                                                 | [ ۱ ] |
| ۱ آوریل ۱۳۹۱    | ۱۴:۵۰:۱۴           | ۳۶         | کامل   | ۱.۰۶۱۹ | ۰۴ دقیقه و ۲۲ ثانیه | ۵۰°۲۴′جنوبی ۱۱۹°۱۲′شرقی / ۵۰٫۴°جنوبی ۱۱۹٫۲°شرقی | ۳۳۷ کیلومتر (۲۰۹ مایل) |                                                 | [ ۱ ] |
| ۲۴ سپتامبر ۱۳۹۱ | ۲۳:۵۵:۵۹           | ۴۱         | حلقه‌ای | ۰.۹۴۱۷ | ۰۴ دقیقه و ۵۸ ثانیه | ۵۸°۱۲′شمالی ۱۳°۳۰′غربی / ۵۸٫۲°شمالی ۱۳٫۵°غربی   | ۴۰۵ کیلومتر (۲۵۲ مایل) |                                                 | [ ۱ ] |
| ۲۰ فوریه ۱۳۹۰   | ۱۷:۵۶:۵۱           | ۸          | جزئی   | ۰.۷۵۴۴ | —                   | ۷۰°۰۶′شمالی ۱۱°۱۲′شرقی / ۷۰٫۱°شمالی ۱۱٫۲°شرقی   | —                      |                                                 | [ ۱ ] |
| ۱۵ اوت ۱۳۹۰     | ۲۰:۳۵:۵۴           | ۱۳         | جزئی   | ۰.۶۴۲۳ | —                   | ۶۹°۱۲′جنوبی ۲۱°۰۰′غربی / ۶۹٫۲°جنوبی ۲۱٫۰°غربی   | —                      |                                                 | [ ۱ ] |
| ۱۴ سپتامبر ۱۳۹۰ | ۰۷:۱۸:۳۱           | ۵۱         | جزئی   | ۰.۰۹۰۵ | —                   | ۷۱°۱۲′شمالی ۳۶°۲۴′غربی / ۷۱٫۲°شمالی ۳۶٫۴°غربی   | —                      |                                                 | [ ۱ ] |
| ۹ فوریه ۱۳۸۹    | ۲۱:۵۱:۵۵           | ۱۸         | حلقه‌ای | ۰.۹۳۶۵ | ۰۸ دقیقه و ۴۴ ثانیه | ۶°۳۰′شمالی ۱۰°۴۲′غربی / ۶٫۵°شمالی ۱۰٫۷°غربی     | ۲۶۱ کیلومتر (۱۶۲ مایل) |                                                 | [ ۱ ] |
| ۴ اوت ۱۳۸۹      | ۱۲:۴۲:۳۲           | ۲۳         | کامل   | ۱.۰۶۷۲ | ۰۶ دقیقه و ۱۹ ثانیه | ۶°۴۸′جنوبی ۱۲۳°۲۴′شرقی / ۶٫۸°جنوبی ۱۲۳٫۴°شرقی   | ۲۴۷ کیلومتر (۱۵۳ مایل) |                                                 | [ ۱ ] |
| ۲۸ ژانویه ۱۳۸۸  | ۲۱:۲۸:۲۸           | ۲۸         | حلقه‌ای | ۰.۹۳۱۵ | ۰۷ دقیقه و ۵۹ ثانیه | ۳۷°۴۸′جنوبی ۰°۴۲′شرقی / ۳۷٫۸°جنوبی ۰٫۷°شرقی     | ۲۶۸ کیلومتر (۱۶۷ مایل) |                                                 | [ ۱ ] |
| ۲۵ ژوئیه ۱۳۸۸   | ۰۴:۵۴:۱۱           | ۳۳         | کامل   | ۱.۰۴۶۷ | ۰۴ دقیقه و ۰۲ ثانیه | ۳۷°۴۸′شمالی ۱۱۶°۲۴′غربی / ۳۷٫۸°شمالی ۱۱۶٫۴°غربی | ۱۶۱ کیلومتر (۱۰۰ مایل) |                                                 | [ ۱ ] |
| ۱۸ ژانویه ۱۳۸۷  | ۰۰:۱۹:۲۳           | ۳۸         | حلقه‌ای | ۰.۹۵۶۰ | ۰۲ دقیقه و ۳۵ ثانیه | ۷۸°۳۰′جنوبی ۱۲۸°۳۰′شرقی / ۷۸٫۵°جنوبی ۱۲۸٫۵°شرقی | ۸۱۷ کیلومتر (۵۰۸ مایل) |                                                 | [ ۱ ] |
| ۱۴ ژوئیه ۱۳۸۷   | ۱۶:۳۷:۲۱           | ۴۳         | جزئی   | ۰.۸۹۲۲ | —                   | ۶۶°۱۸′شمالی ۱۰۸°۲۴′غربی / ۶۶٫۳°شمالی ۱۰۸٫۴°غربی | —                      |                                                 | [ ۱ ] |
| ۸ دسامبر ۱۳۸۷   | ۲۳:۰۶:۴۳           | ۱۰         | جزئی   | ۰.۸۰۸۱ | —                   | ۶۳°۲۴′شمالی ۶°۳۰′شرقی / ۶۳٫۴°شمالی ۶٫۵°شرقی     | —                      |                                                 | [ ۱ ] |
| ۴ ژوئن ۱۳۸۶     | ۰۶:۲۳:۳۶           | ۱۵         | حلقه‌ای | ۰.۹۳۷۳ | ۰۵ دقیقه و ۵۱ ثانیه | ۵۴°۳۰′جنوبی ۱۰۹°۴۸′غربی / ۵۴٫۵°جنوبی ۱۰۹٫۸°غربی | —                      |                                                 | [ ۱ ] |
| ۲۸ نوامبر ۱۳۸۶  | ۱۴:۴۵:۳۲           | ۲۰         | کامل   | ۱.۰۴۰۴ | ۰۳ دقیقه و ۴۳ ثانیه | ۵°۳۰′شمالی ۱۰۱°۴۲′شرقی / ۵٫۵°شمالی ۱۰۱٫۷°شرقی   | ۱۵۰ کیلومتر (۹۳ مایل)  |                                                 | [ ۱ ] |
| ۲۳ مه ۱۳۸۵      | ۰۷:۴۰:۴۹           | ۲۵         | حلقه‌ای | ۰.۹۶۸۴ | ۰۳ دقیقه و ۴۱ ثانیه | ۶°۳۶′شمالی ۱۵۷°۰۰′غربی / ۶٫۶°شمالی ۱۵۷٫۰°غربی   | ۱۱۶ کیلومتر (۷۲ مایل)  |                                                 | [ ۱ ] |
| ۱۷ نوامبر ۱۳۸۵  | ۰۴:۳۰:۴۳           | ۳۰         | مرکب   | ۱.۰۰۰۶ | ۰۰ دقیقه و ۰۳ ثانیه | ۲۸°۵۴′جنوبی ۱۲۰°۰۶′غربی / ۲۸٫۹°جنوبی ۱۲۰٫۱°غربی | ۲ کیلومتر (۱٫۲ مایل)   |                                                 | [ ۱ ] |
| ۱۲ مه ۱۳۸۴      | ۱۴:۵۵:۳۸           | ۳۵         | کامل   | ۱.۰۱۷۳ | ۰۱ دقیقه و ۲۲ ثانیه | ۴۵°۲۴′شمالی ۷۰°۰۰′شرقی / ۴۵٫۴°شمالی ۷۰٫۰°شرقی   | ۷۲ کیلومتر (۴۵ مایل)   |                                                 | [ ۱ ] |
| ۶ نوامبر ۱۳۸۴   | ۱۲:۰۸:۳۳           | ۴۰         | حلقه‌ای | ۰.۹۳۴۸ | ۰۴ دقیقه و ۲۰ ثانیه | ۶۴°۴۲′جنوبی ۴۵°۰۰′شرقی / ۶۴٫۷°جنوبی ۴۵٫۰°شرقی   | ۰۷۶ کیلومتر (۴۷ مایل)  |                                                 | [ ۱ ] |
| ۲ آوریل ۱۳۸۳    | ۲۱:۵۸:۱۵           | ۷          | جزئی   | ۰.۵۹۶۲ | —                   | ۶۰°۴۲′جنوبی ۷۸°۲۴′شرقی / ۶۰٫۷°جنوبی ۷۸٫۴°شرقی   | —                      |                                                 | [ ۱ ] |
| ۲ مه ۱۳۸۳       | ۰۴:۵۷:۲۴           | ۴۵         | جزئی   | ۰.۴۵۸۵ | —                   | ۶۱°۱۲′شمالی ۱۳۰°۱۲′شرقی / ۶۱٫۲°شمالی ۱۳۰٫۲°شرقی | —                      |                                                 | [ ۱ ] |
| ۲۶ سپتامبر ۱۳۸۳ | ۱۷:۵۳:۲۱           | ۱۲         | جزئی   | ۰.۳۴۲۲ | —                   | ۶۰°۳۶′شمالی ۱۴۳°۳۰′شرقی / ۶۰٫۶°شمالی ۱۴۳٫۵°شرقی | —                      |                                                 | [ ۱ ] |
| ۲۳ مارس ۱۳۸۲    | ۱۴:۴۶:۲۷           | ۱۷         | کامل   | ۱.۰۵۵۱ | ۰۴ دقیقه و ۱۴ ثانیه | ۳۰°۴۸′جنوبی ۱۱۴°۰۰′شرقی / ۳۰٫۸°جنوبی ۱۱۴٫۰°شرقی | ۲۰۹ کیلومتر (۱۳۰ مایل) |                                                 | [ ۱ ] |
| ۱۵ سپتامبر ۱۳۸۲ | ۲۰:۰۵:۲۹           | ۲۲         | حلقه‌ای | ۰.۹۶۲۰ | ۰۳ دقیقه و ۲۱ ثانیه | ۴۱°۱۸′شمالی ۳۷°۴۲′شرقی / ۴۱٫۳°شمالی ۳۷٫۷°شرقی   | ۱۷۴ کیلومتر (۱۰۸ مایل) |                                                 | [ ۱ ] |
| ۱۲ مارس ۱۳۸۱    | ۰۳:۴۴:۵۸           | ۲۷         | مرکب   | ۱.۰۰۲۵ | ۰۰ دقیقه و ۱۴ ثانیه | ۳°۵۴′شمالی ۱۰۳°۰۶′غربی / ۳٫۹°شمالی ۱۰۳٫۱°غربی   | ۹ کیلومتر (۵٫۶ مایل)   |                                                 | [ ۱ ] |
| ۴ سپتامبر ۱۳۸۱  | ۰۵:۴۱:۰۷           | ۳۲         | کامل   | ۱.۰۲۴۲ | ۰۲ دقیقه و ۱۴ ثانیه | ۶°۰۰′شمالی ۱۳۲°۰۶′غربی / ۶٫۰°شمالی ۱۳۲٫۱°غربی   | ۸۳ کیلومتر (۵۲ مایل)   |                                                 | [ ۱ ] |
| ۱ مارس ۱۳۸۰     | ۰۹:۳۱:۵۹           | ۳۷         | جزئی   | ۰.۹۲۵۲ | —                   | ۶۱°۱۲′شمالی ۱۱۰°۳۶′شرقی / ۶۱٫۲°شمالی ۱۱۰٫۶°شرقی | —                      |                                                 | [ ۱ ] |
| ۲۴ اوت ۱۳۸۰     | ۲۰:۵۲:۲۸           | ۴۲         | کامل   | ۱.۰۵۴۰ | ۰۴ دقیقه و ۱۴ ثانیه | ۳۴°۲۴′جنوبی ۲۰°۰۶′غربی / ۳۴٫۴°جنوبی ۲۰٫۱°غربی   | ۳۰۲ کیلومتر (۱۸۸ مایل) |                                                 | [ ۱ ] |
| ۱۹ ژانویه ۱۳۷۹  | ۱۶:۳۴:۳۵           | ۹          | جزئی   | ۰.۵۹۰۳ | —                   | ۶۳°۵۴′جنوبی ۱۴۱°۰۰′غربی / ۶۳٫۹°جنوبی ۱۴۱٫۰°غربی | —                      |                                                 | [ ۱ ] |
| ۱۶ ژوئیه ۱۳۷۹   | ۰۴:۱۲:۵۳           | ۱۴         | جزئی   | ۰.۸۵۵۴ | —                   | ۶۴°۴۲′شمالی ۴۸°۴۲′شرقی / ۶۴٫۷°شمالی ۴۸٫۷°شرقی   | —                      |                                                 | [ ۱ ] |
| ۱۴ اوت ۱۳۷۹     | ۱۳:۱۲:۴۱           | ۵۲         | جزئی   | ۰.۰۲۷۸ | —                   | ۶۲°۳۰′جنوبی ۶۸°۴۲′شرقی / ۶۲٫۵°جنوبی ۶۸٫۷°شرقی   | —                      |                                                 | [ ۱ ] |
| ۸ ژانویه ۱۳۷۸   | ۲۱:۱۵:۲۴           | ۱۹         | حلقه‌ای | ۰.۹۸۰۶ | ۰۱ دقیقه و ۴۲ ثانیه | ۵۱°۱۲′جنوبی ۵°۳۶′شرقی / ۵۱٫۲°جنوبی ۵٫۶°شرقی     | ۷۸ کیلومتر (۴۸ مایل)   |                                                 | [ ۱ ] |
| ۵ ژوئیه ۱۳۷۸    | ۱۴:۰۷:۱۰           | ۲۴         | حلقه‌ای | ۰.۹۸۱۰ | ۰۱ دقیقه و ۵۱ ثانیه | ۴۴°۳۰′شمالی ۱۰۵°۰۶′شرقی / ۴۴٫۵°شمالی ۱۰۵٫۱°شرقی | ۷۲ کیلومتر (۴۵ مایل)   |                                                 | [ ۱ ] |
| ۲۹ دسامبر ۱۳۷۸  | ۰۸:۵۸:۴۲           | ۲۹         | کامل   | ۱.۰۳۲۰ | ۰۳ دقیقه و ۱۳ ثانیه | ۹°۲۴′جنوبی ۱۷۸°۵۴′غربی / ۹٫۴°جنوبی ۱۷۸٫۹°غربی   | ۱۱۲ کیلومتر (۷۰ مایل)  |                                                 | [ ۱ ] |
| ۲۳ ژوئن ۱۳۷۷    | ۱۷:۰۲:۲۴           | ۳۴         | حلقه‌ای | ۰.۹۴۷۸ | ۰۷ دقیقه و ۲۲ ثانیه | ۱°۳۰′جنوبی ۵۷°۴۲′شرقی / ۱٫۵°جنوبی ۵۷٫۷°شرقی     | ۲۱۱ کیلومتر (۱۳۱ مایل) |                                                 | [ ۱ ] |
| ۱۸ دسامبر ۱۳۷۷  | ۰۰:۳۰:۵۶           | ۳۹         | کامل   | ۱.۰۳۶۹ | ۰۲ دقیقه و ۵۹ ثانیه | ۴۳°۰۶′شمالی ۵۱°۱۲′غربی / ۴۳٫۱°شمالی ۵۱٫۲°غربی   | ۳۰۴ کیلومتر (۱۸۹ مایل) |                                                 | [ ۱ ] |
| ۱۲ ژوئن ۱۳۷۶    | ۱۷:۴۳:۴۹           | ۴۴         | جزئی   | ۰.۶۷۴۸ | —                   | ۶۷°۴۲′جنوبی ۵۷°۳۶′شرقی / ۶۷٫۷°جنوبی ۵۷٫۶°شرقی   | —                      |                                                 | [ ۱ ] |
| ۸ نوامبر ۱۳۷۶   | ۰۲:۰۳:۵۹           | ۱۱         | جزئی   | ۰.۶۵۵۴ | —                   | ۷۰°۳۶′جنوبی ۱۵۰°۴۲′شرقی / ۷۰٫۶°جنوبی ۱۵۰٫۷°شرقی | —                      |                                                 | [ ۱ ] |
| ۳ مه ۱۳۷۵       | ۱۳:۵۲:۱۹           | ۱۶         | کامل   | ۱.۰۲۹۵ | ۰۲ دقیقه و ۰۷ ثانیه | ۵۹°۱۲′شمالی ۸۲°۰۰′شرقی / ۵۹٫۲°شمالی ۸۲٫۰°شرقی   | ۱۵۸ کیلومتر (۹۸ مایل)  |                                                 | [ ۱ ] |
| ۲۸ اکتبر ۱۳۷۵   | ۰۷:۳۴:۳۱           | ۲۱         | حلقه‌ای | ۰.۹۳۲۶ | ۰۷ دقیقه و ۰۸ ثانیه | ۳۹°۴۲′جنوبی ۱۷۱°۴۸′غربی / ۳۹٫۷°جنوبی ۱۷۱٫۸°غربی | ۲۹۵ کیلومتر (۱۸۳ مایل) |                                                 | [ ۱ ] |
| ۲۳ آوریل ۱۳۷۴   | ۰۵:۱۱:۲۸           | ۲۶         | کامل   | ۱.۰۷۶۲ | ۰۶ دقیقه و ۴۷ ثانیه | ۷°۴۲′شمالی ۱۲۳°۰۰′غربی / ۷٫۷°شمالی ۱۲۳٫۰°غربی   | ۲۴۷ کیلومتر (۱۵۳ مایل) |                                                 | [ ۱ ] |
| ۱۷ اکتبر ۱۳۷۴   | ۰۷:۱۰:۳۵           | ۳۱         | حلقه‌ای | ۰.۹۱۹۰ | ۱۰ دقیقه و ۵۱ ثانیه | ۳°۴۲′شمالی ۱۵۱°۴۲′غربی / ۳٫۷°شمالی ۱۵۱٫۷°غربی   | ۳۱۰ کیلومتر (۱۹۰ مایل) |                                                 | [ ۱ ] |
| ۱۱ آوریل ۱۳۷۳   | ۲۲:۲۳:۰۲           | ۳۶         | کامل   | ۱.۰۶۳۷ | ۰۴ دقیقه و ۵۲ ثانیه | ۴۱°۲۴′جنوبی ۲°۱۲′غربی / ۴۱٫۴°جنوبی ۲٫۲°غربی     | ۳۰۶ کیلومتر (۱۹۰ مایل) |                                                 | [ ۱ ] |
| ۵ اکتبر ۱۳۷۳    | ۰۷:۵۲:۵۳           | ۴۱         | حلقه‌ای | ۰.۹۴۲۳ | ۰۵ دقیقه و ۱۲ ثانیه | ۵۲°۲۴′شمالی ۱۳۹°۱۸′غربی / ۵۲٫۴°شمالی ۱۳۹٫۳°غربی | ۳۸۰ کیلومتر (۲۴۰ مایل) |                                                 | [ ۱ ] |
| ۳ مارس ۱۳۷۲     | ۰۱:۲۵:۵۳           | ۸          | جزئی   | ۰.۶۶۵۱ | —                   | ۷۰°۴۸′شمالی ۱۱۵°۳۶′غربی / ۷۰٫۸°شمالی ۱۱۵٫۶°غربی | —                      |                                                 | [ ۱ ] |
| ۱ آوریل ۱۳۷۲    | ۱۲:۴۴:۴۳           | ۴۶         | جزئی   | ۰.۰۲۵۸ | —                   | ۷۱°۳۰′جنوبی ۱۴۲°۳۶′غربی / ۷۱٫۵°جنوبی ۱۴۲٫۶°غربی | —                      |                                                 | [ ۱ ] |
| ۲۶ اوت ۱۳۷۲     | ۰۴:۳۶:۵۵           | ۱۳         | جزئی   | ۰.۵۷۸۶ | —                   | ۷۰°۰۰′جنوبی ۱۵۵°۱۲′غربی / ۷۰٫۰°جنوبی ۱۵۵٫۲°غربی | —                      |                                                 | [ ۱ ] |
| ۲۴ سپتامبر ۱۳۷۲ | ۱۵:۳۲:۴۹           | ۵۱         | جزئی   | ۰.۱۳۳۷ | —                   | ۷۱°۳۰′شمالی ۱۷۵°۲۴′غربی / ۷۱٫۵°شمالی ۱۷۵٫۴°غربی | —                      |                                                 | [ ۱ ] |
| ۲۰ فوریه ۱۳۷۱   | ۰۵:۰۶:۲۰           | ۱۸         | حلقه‌ای | ۰.۹۳۷۸ | ۰۸ دقیقه و ۱۷ ثانیه | ۱۲°۱۲′شمالی ۱۲۲°۵۴′غربی / ۱۲٫۲°شمالی ۱۲۲٫۹°غربی | ۲۶۱ کیلومتر (۱۶۲ مایل) |                                                 | [ ۱ ] |
| ۱۵ اوت ۱۳۷۱     | ۲۰:۴۱:۲۲           | ۲۳         | کامل   | ۱.۰۶۳۳ | ۰۵ دقیقه و ۵۱ ثانیه | ۱۲°۰۶′جنوبی ۰°۱۲′شرقی / ۱۲٫۱°جنوبی ۰٫۲°شرقی     | ۲۴۱ کیلومتر (۱۵۰ مایل) |                                                 | [ ۱ ] |
| ۹ فوریه ۱۳۷۰    | ۰۴:۵۰:۴۰           | ۲۸         | حلقه‌ای | ۰.۹۳۵۹ | ۰۷ دقیقه و ۳۸ ثانیه | ۳۲°۵۴′جنوبی ۱۱۰°۱۲′غربی / ۳۲٫۹°جنوبی ۱۱۰٫۲°غربی | ۲۴۶ کیلومتر (۱۵۳ مایل) |                                                 | [ ۱ ] |
| ۵ اوت ۱۳۷۰      | ۱۲:۳۵:۵۹           | ۳۳         | کامل   | ۱.۰۴۱۰ | ۰۳ دقیقه و ۴۱ ثانیه | ۳۲°۴۸′شمالی ۱۲۸°۰۰′شرقی / ۳۲٫۸°شمالی ۱۲۸٫۰°شرقی | ۱۴۰ کیلومتر (۸۷ مایل)  |                                                 | [ ۱ ] |
| ۲۹ ژانویه ۱۳۶۹  | ۰۸:۱۱:۴۰           | ۳۸         | حلقه‌ای | ۰.۹۶۳۶ | ۰۲ دقیقه و ۱۵ ثانیه | ۸۳°۴۲′جنوبی ۴۲°۴۸′غربی / ۸۳٫۷°جنوبی ۴۲٫۸°غربی   | ۴۳۲ کیلومتر (۲۶۸ مایل) |                                                 | [ ۱ ] |
| ۲۴ ژوئیه ۱۳۶۹   | ۲۳:۴۷:۱۵           | ۴۳         | حلقه‌ای | ۰.۹۷۴۴ | ۰۱ دقیقه و ۲۴ ثانیه | ۷۲°۱۸′شمالی ۱۳۰°۱۲′شرقی / ۷۲٫۳°شمالی ۱۳۰٫۲°شرقی | —                      |                                                 | [ ۱ ] |
| ۱۹ دسامبر ۱۳۶۹  | ۰۷:۵۳:۱۴           | ۱۰         | جزئی   | ۰.۸۰۵۵ | —                   | ۶۴°۱۸′شمالی ۱۳۶°۱۸′غربی / ۶۴٫۳°شمالی ۱۳۶٫۳°غربی | —                      |                                                 | [ ۱ ] |
| ۱۴ ژوئن ۱۳۶۸    | ۱۲:۴۲:۳۵           | ۱۵         | جزئی   | ۰.۸۴۶۳ | —                   | ۶۳°۳۶′جنوبی ۱۵۶°۱۲′شرقی / ۶۳٫۶°جنوبی ۱۵۶٫۲°شرقی | —                      |                                                 | [ ۱ ] |
| ۸ دسامبر ۱۳۶۸   | ۲۳:۳۶:۳۵           | ۲۰         | کامل   | ۱.۰۴۰۱ | ۰۳ دقیقه و ۴۸ ثانیه | ۳°۴۸′شمالی ۳۳°۳۰′غربی / ۳٫۸°شمالی ۳۳٫۵°غربی     | ۱۴۹ کیلومتر (۹۳ مایل)  |                                                 | [ ۱ ] |
| ۳ ژوئن ۱۳۶۷     | ۱۴:۱۰:۴۸           | ۲۵         | حلقه‌ای | ۰.۹۷۰۳ | ۰۳ دقیقه و ۳۵ ثانیه | ۴°۱۲′شمالی ۱۰۴°۴۲′شرقی / ۴٫۲°شمالی ۱۰۴٫۷°شرقی   | ۱۱۱ کیلومتر (۶۹ مایل)  |                                                 | [ ۱ ] |
| ۲۸ نوامبر ۱۳۶۷  | ۱۳:۱۰:۴۸           | ۳۰         | حلقه‌ای | ۰.۹۹۷۹ | ۰۰ دقیقه و ۱۱ ثانیه | ۳۲°۲۴′جنوبی ۱۰۹°۳۰′شرقی / ۳۲٫۴°جنوبی ۱۰۹٫۵°شرقی | ۷ کیلومتر (۴٫۳ مایل)   |                                                 | [ ۱ ] |
| ۲۳ مه ۱۳۶۶      | ۲۱:۵۳:۱۳           | ۳۵         | کامل   | ۱.۰۲۲۰ | ۰۱ دقیقه و ۴۷ ثانیه | ۴۴°۳۶′شمالی ۳۱°۱۲′غربی / ۴۴٫۶°شمالی ۳۱٫۲°غربی   | ۸۶ کیلومتر (۵۳ مایل)   |                                                 | [ ۱ ] |
| ۱۷ نوامبر ۱۳۶۶  | ۲۰:۲۵:۰۶           | ۴۰         | حلقه‌ای | ۰.۹۳۲۰ | ۰۴ دقیقه و ۲۵ ثانیه | ۶۷°۱۲′جنوبی ۹۰°۱۸′غربی / ۶۷٫۲°جنوبی ۹۰٫۳°غربی   | ۱۵۹ کیلومتر (۹۹ مایل)  |                                                 | [ ۱ ] |
| ۱۳ آوریل ۱۳۶۵   | ۰۵:۳۱:۴۰           | ۷          | جزئی   | ۰.۴۷۰۹ | —                   | ۶۰°۴۸′جنوبی ۴۵°۱۸′غربی / ۶۰٫۸°جنوبی ۴۵٫۳°غربی   | —                      |                                                 | [ ۱ ] |
| ۱۲ مه ۱۳۶۵      | ۱۲:۱۷:۳۵           | ۴۵         | جزئی   | ۰.۶۰۴۶ | —                   | ۶۱°۳۶′شمالی ۹°۴۲′شرقی / ۶۱٫۶°شمالی ۹٫۷°شرقی     | —                      |                                                 | [ ۱ ] |
| ۷ اکتبر ۱۳۶۵    | ۰۱:۳۸:۲۰           | ۱۲         | جزئی   | ۰.۳۱۴۹ | —                   | ۶۰°۳۶′شمالی ۱۷°۰۶′شرقی / ۶۰٫۶°شمالی ۱۷٫۱°شرقی   | —                      |                                                 | [ ۱ ] |
| ۲ آوریل ۱۳۶۴    | ۲۲:۲۰:۵۸           | ۱۷         | کامل   | ۱.۰۵۴۳ | ۰۴ دقیقه و ۱۳ ثانیه | ۳۰°۱۲′جنوبی ۰°۰۰′شرقی / ۳۰٫۲°جنوبی ۰٫۰°شرقی     | ۲۱۶ کیلومتر (۱۳۴ مایل) |                                                 | [ ۱ ] |
| ۲۶ سپتامبر ۱۳۶۴ | ۰۴:۰۳:۱۵           | ۲۲         | حلقه‌ای | ۰.۹۶۱۹ | ۰۳ دقیقه و ۲۵ ثانیه | ۳۸°۰۶′شمالی ۸۳°۳۰′غربی / ۳۸٫۱°شمالی ۸۳٫۵°غربی   | ۱۷۷ کیلومتر (۱۱۰ مایل) |                                                 | [ ۱ ] |
| ۲۳ مارس ۱۳۶۳    | ۱۱:۰۵:۰۰           | ۲۷         | مرکب   | ۱.۰۰۲۰ | ۰۰ دقیقه و ۱۲ ثانیه | ۴°۵۴′شمالی ۱۴۵°۵۴′شرقی / ۴٫۹°شمالی ۱۴۵٫۹°شرقی   | ۷ کیلومتر (۴٫۳ مایل)   |                                                 | [ ۱ ] |
| ۱۵ سپتامبر ۱۳۶۳ | ۱۳:۵۳:۰۷           | ۳۲         | کامل   | ۱.۰۲۴۰ | ۰۲ دقیقه و ۱۰ ثانیه | ۳°۲۴′شمالی ۱۰۳°۳۰′شرقی / ۳٫۴°شمالی ۱۰۳٫۵°شرقی   | ۸۲ کیلومتر (۵۱ مایل)   |                                                 | [ ۱ ] |
| ۱۲ مارس ۱۳۶۲    | ۱۶:۳۳:۱۲           | ۳۷         | حلقه‌ای | ۰.۹۴۰۳ | ۰۴ دقیقه و ۵۷ ثانیه | ۵۴°۱۸′شمالی ۱۸°۳۶′شرقی / ۵۴٫۳°شمالی ۱۸٫۶°شرقی   | ۸۶۴ کیلومتر (۵۳۷ مایل) |                                                 | [ ۱ ] |
| ۵ سپتامبر ۱۳۶۲  | ۰۵:۰۶:۵۸           | ۴۲         | کامل   | ۱.۰۵۲۱ | ۰۴ دقیقه و ۰۱ ثانیه | ۳۳°۵۴′جنوبی ۱۴۶°۴۸′غربی / ۳۳٫۹°جنوبی ۱۴۶٫۸°غربی | ۲۷۰ کیلومتر (۱۷۰ مایل) |                                                 | [ ۱ ] |
| ۳۱ ژانویه ۱۳۶۱  | ۰۰:۰۹:۴۳           | ۹          | جزئی   | ۰.۵۴۵۷ | —                   | ۶۳°۰۰′جنوبی ۹۴°۱۸′شرقی / ۶۳٫۰°جنوبی ۹۴٫۳°شرقی   | —                      |                                                 | [ ۱ ] |
| ۲۶ ژوئیه ۱۳۶۱   | ۱۱:۴۲:۲۹           | ۱۴         | جزئی   | ۰.۷۴۰۹ | —                   | ۶۳°۴۲′شمالی ۷۵°۰۰′غربی / ۶۳٫۷°شمالی ۷۵٫۰°غربی   | —                      |                                                 | [ ۱ ] |
| ۲۴ اوت ۱۳۶۱     | ۲۱:۱۳:۰۵           | ۵۲         | جزئی   | ۰.۰۹۶۲ | —                   | ۶۱°۵۴′جنوبی ۶۲°۰۶′غربی / ۶۱٫۹°جنوبی ۶۲٫۱°غربی   | —                      |                                                 | [ ۱ ] |
| ۱۹ ژانویه ۱۳۶۰  | ۰۵:۲۳:۳۶           | ۱۹         | حلقه‌ای | ۰.۹۸۶۲ | ۰۱ دقیقه و ۱۰ ثانیه | ۵۰°۴۲′جنوبی ۱۱۳°۰۶′غربی / ۵۰٫۷°جنوبی ۱۱۳٫۱°غربی | ۵۶ کیلومتر (۳۵ مایل)   |                                                 | [ ۱ ] |
| ۱۵ ژوئیه ۱۳۶۰   | ۲۱:۰۲:۴۷           | ۲۴         | حلقه‌ای | ۰.۹۷۵۱ | ۰۲ دقیقه و ۲۰ ثانیه | ۴۸°۱۲′شمالی ۴°۰۰′شرقی / ۴۸٫۲°شمالی ۴٫۰°شرقی     | ۹۸ کیلومتر (۶۱ مایل)   |                                                 | [ ۱ ] |
| ۸ ژانویه ۱۳۵۹   | ۱۷:۳۳:۰۰           | ۲۹         | کامل   | ۱.۰۳۶۵ | ۰۳ دقیقه و ۳۶ ثانیه | ۱۰°۰۶′جنوبی ۵۱°۰۶′شرقی / ۱۰٫۱°جنوبی ۵۱٫۱°شرقی   | ۱۲۶ کیلومتر (۷۸ مایل)  |                                                 | [ ۱ ] |
| ۴ ژوئیه ۱۳۵۹    | ۲۳:۳۰:۵۵           | ۳۴         | حلقه‌ای | ۰.۹۴۵۶ | ۰۷ دقیقه و ۳۸ ثانیه | ۴°۰۶′شمالی ۴۱°۴۸′غربی / ۴٫۱°شمالی ۴۱٫۸°غربی     | ۲۱۳ کیلومتر (۱۳۲ مایل) |                                                 | [ ۱ ] |
| ۲۹ دسامبر ۱۳۵۹  | ۰۹:۱۵:۵۵           | ۳۹         | کامل   | ۱.۰۳۸۶ | ۰۳ دقیقه و ۰۹ ثانیه | ۴۱°۱۸′شمالی ۱۷۱°۲۴′شرقی / ۴۱٫۳°شمالی ۱۷۱٫۴°شرقی | ۳۰۷ کیلومتر (۱۹۱ مایل) |                                                 | [ ۱ ] |
| ۲۴ ژوئن ۱۳۵۸    | ۰۰:۱۳:۵۹           | ۴۴         | جزئی   | ۰.۸۱۹۸ | —                   | ۶۶°۴۲′جنوبی ۵۲°۳۰′غربی / ۶۶٫۷°جنوبی ۵۲٫۵°غربی   | —                      |                                                 | [ ۱ ] |
| ۱۹ نوامبر ۱۳۵۸  | ۱۰:۳۷:۰۰           | ۱۱         | جزئی   | ۰.۶۵۰۲ | —                   | ۶۹°۴۲′جنوبی ۸°۰۰′شرقی / ۶۹٫۷°جنوبی ۸٫۰°شرقی     | —                      |                                                 | [ ۱ ] |
| ۱۳ مه ۱۳۵۷      | ۲۰:۵۹:۲۸           | ۱۶         | کامل   | ۱.۰۳۱۷ | ۰۲ دقیقه و ۰۳ ثانیه | ۶۹°۲۴′شمالی ۳۶°۴۲′غربی / ۶۹٫۴°شمالی ۳۶٫۷°غربی   | ۲۰۳ کیلومتر (۱۲۶ مایل) |                                                 | [ ۱ ] |
| ۷ نوامبر ۱۳۵۷   | ۱۵:۴۱:۵۱           | ۲۱         | حلقه‌ای | ۰.۹۲۹۸ | ۰۷ دقیقه و ۱۷ ثانیه | ۴۴°۱۸′جنوبی ۶۵°۱۲′شرقی / ۴۴٫۳°جنوبی ۶۵٫۲°شرقی   | ۳۱۱ کیلومتر (۱۹۳ مایل) |                                                 | [ ۱ ] |
| ۳ مه ۱۳۵۶       | ۱۲:۳۶:۴۸           | ۲۶         | کامل   | ۱.۰۷۸۵ | ۰۶ دقیقه و ۵۳ ثانیه | ۱۵°۴۲′شمالی ۱۲۲°۰۶′شرقی / ۱۵٫۷°شمالی ۱۲۲٫۱°شرقی | ۲۵۴ کیلومتر (۱۵۸ مایل) |                                                 | [ ۱ ] |
| ۲۷ اکتبر ۱۳۵۶   | ۱۵:۰۵:۵۶           | ۳۱         | حلقه‌ای | ۰.۹۱۸۰ | ۱۱ دقیقه و ۱۰ ثانیه | ۱°۰۰′جنوبی ۸۷°۱۲′شرقی / ۱٫۰°جنوبی ۸۷٫۲°شرقی     | ۳۱۴ کیلومتر (۱۹۵ مایل) |                                                 | [ ۱ ] |
| ۲۳ آوریل ۱۳۵۵   | ۰۵:۴۹:۳۰           | ۳۶         | کامل   | ۱.۰۶۴۸ | ۰۵ دقیقه و ۱۹ ثانیه | ۳۲°۳۰′جنوبی ۱۲۰°۴۲′غربی / ۳۲٫۵°جنوبی ۱۲۰٫۷°غربی | ۲۸۳ کیلومتر (۱۷۶ مایل) |                                                 | [ ۱ ] |
| ۱۶ اکتبر ۱۳۵۵   | ۱۵:۵۸:۴۰           | ۴۱         | حلقه‌ای | ۰.۹۴۳۰ | ۰۵ دقیقه و ۲۴ ثانیه | ۴۷°۲۴′شمالی ۹۳°۳۶′شرقی / ۴۷٫۴°شمالی ۹۳٫۶°شرقی   | ۳۶۲ کیلومتر (۲۲۵ مایل) |                                                 | [ ۱ ] |
| ۱۴ مارس ۱۳۵۴    | ۰۸:۴۳:۴۲           | ۸          | جزئی   | ۰.۵۶۱۶ | —                   | ۷۱°۲۴′شمالی ۱۱۹°۵۴′شرقی / ۷۱٫۴°شمالی ۱۱۹٫۹°شرقی | —                      |                                                 | [ ۱ ] |
| ۱۲ آوریل ۱۳۵۴   | ۱۹:۵۶:۲۳           | ۴۶         | جزئی   | ۰.۱۳۹۰ | —                   | ۷۱°۲۴′جنوبی ۹۴°۰۰′شرقی / ۷۱٫۴°جنوبی ۹۴٫۰°شرقی   | —                      |                                                 | [ ۱ ] |
| ۶ سپتامبر ۱۳۵۴  | ۱۲:۴۷:۱۴           | ۱۳         | جزئی   | ۰.۵۲۸۳ | —                   | ۷۰°۴۲′جنوبی ۶۷°۳۶′شرقی / ۷۰٫۷°جنوبی ۶۷٫۶°شرقی   | —                      |                                                 | [ ۱ ] |
| ۵ اکتبر ۱۳۵۴    | ۲۳:۵۶:۱۷           | ۵۱         | جزئی   | ۰.۱۶۴۳ | —                   | ۷۱°۴۲′شمالی ۴۳°۰۶′شرقی / ۷۱٫۷°شمالی ۴۳٫۱°شرقی   | —                      |                                                 | [ ۱ ] |
| ۲ مارس ۱۳۵۳     | ۱۲:۰۹:۰۴           | ۱۸         | حلقه‌ای | ۰.۹۳۹۱ | ۰۷ دقیقه و ۴۴ ثانیه | ۱۹°۰۶′شمالی ۱۲۷°۱۸′شرقی / ۱۹٫۱°شمالی ۱۲۷٫۳°شرقی | ۲۶۴ کیلومتر (۱۶۴ مایل) |                                                 | [ ۱ ] |
| ۲۶ اوت ۱۳۵۳     | ۰۴:۴۸:۵۹           | ۲۳         | کامل   | ۱.۰۵۹۲ | ۰۵ دقیقه و ۲۰ ثانیه | ۱۷°۳۰′جنوبی ۱۲۵°۳۶′غربی / ۱۷٫۵°جنوبی ۱۲۵٫۶°غربی | ۲۳۲ کیلومتر (۱۴۴ مایل) |                                                 | [ ۱ ] |
| ۱۹ فوریه ۱۳۵۲   | ۱۲:۰۵:۰۴           | ۲۸         | حلقه‌ای | ۰.۹۴۰۶ | ۰۷ دقیقه و ۱۲ ثانیه | ۲۷°۰۶′جنوبی ۱۳۹°۴۸′شرقی / ۲۷٫۱°جنوبی ۱۳۹٫۸°شرقی | ۲۲۵ کیلومتر (۱۴۰ مایل) |                                                 | [ ۱ ] |
| ۱۵ اوت ۱۳۵۲     | ۲۰:۲۳:۴۱           | ۳۳         | کامل   | ۱.۰۳۵۰ | ۰۳ دقیقه و ۱۶ ثانیه | ۲۷°۳۰′شمالی ۱۰°۰۰′شرقی / ۲۷٫۵°شمالی ۱۰٫۰°شرقی   | ۱۱۹ کیلومتر (۷۴ مایل)  |                                                 | [ ۱ ] |
| ۸ فوریه ۱۳۵۱    | ۱۵:۵۸:۴۳           | ۳۸         | حلقه‌ای | ۰.۹۷۱۲ | ۰۱ دقیقه و ۵۳ ثانیه | ۸۰°۰۰′جنوبی ۱۳۹°۱۲′شرقی / ۸۰٫۰°جنوبی ۱۳۹٫۲°شرقی | ۲۶۲ کیلومتر (۱۶۳ مایل) |                                                 | [ ۱ ] |
| ۵ اوت ۱۳۵۱      | ۰۷:۰۱:۴۹           | ۴۳         | حلقه‌ای | ۰.۹۷۲۲ | ۰۱ دقیقه و ۴۴ ثانیه | ۸۳°۴۸′شمالی ۵۱°۰۶′غربی / ۸۳٫۸°شمالی ۵۱٫۱°غربی   | ۳۰۰ کیلومتر (۱۹۰ مایل) |                                                 | [ ۱ ] |
| ۳۰ دسامبر ۱۳۵۱  | ۱۶:۳۶:۲۲           | ۱۰         | جزئی   | ۰.۷۹۶۴ | —                   | ۶۵°۱۸′شمالی ۸۱°۲۴′شرقی / ۶۵٫۳°شمالی ۸۱٫۴°شرقی   | —                      |                                                 | [ ۱ ] |
| ۲۵ ژوئن ۱۳۵۰    | ۱۹:۰۴:۰۷           | ۱۵         | جزئی   | ۰.۷۰۲۳ | —                   | ۶۴°۳۶′جنوبی ۴۹°۳۰′شرقی / ۶۴٫۶°جنوبی ۴۹٫۵°شرقی   | —                      |                                                 | [ ۱ ] |
| ۲۰ دسامبر ۱۳۵۰  | ۰۸:۲۴:۴۲           | ۲۰         | کامل   | ۱.۰۴۰۲ | ۰۳ دقیقه و ۵۴ ثانیه | ۲°۵۴′شمالی ۱۶۷°۴۸′غربی / ۲٫۹°شمالی ۱۶۷٫۸°غربی   | ۱۵۰ کیلومتر (۹۳ مایل)  |                                                 | [ ۱ ] |
| ۱۳ ژوئن ۱۳۴۹    | ۲۰:۴۵:۳۱           | ۲۵         | حلقه‌ای | ۰.۹۷۱۶ | ۰۳ دقیقه و ۳۱ ثانیه | ۱°۰۰′شمالی ۴°۴۸′شرقی / ۱٫۰°شمالی ۴٫۸°شرقی       | ۱۰۹ کیلومتر (۶۸ مایل)  |                                                 | [ ۱ ] |
| ۸ دسامبر ۱۳۴۹   | ۲۱:۴۷:۰۵           | ۳۰         | حلقه‌ای | ۰.۹۹۵۸ | ۰۰ دقیقه و ۲۴ ثانیه | ۳۵°۰۶′جنوبی ۱۹°۱۸′غربی / ۳۵٫۱°جنوبی ۱۹٫۳°غربی   | ۱۵ کیلومتر (۹٫۳ مایل)  |                                                 | [ ۱ ] |
| ۳ ژوئن ۱۳۴۸     | ۰۴:۵۵:۳۰           | ۳۵         | کامل   | ۱.۰۲۶۰ | ۰۲ دقیقه و ۰۹ ثانیه | ۴۳°۱۸′شمالی ۱۳۳°۴۸′غربی / ۴۳٫۳°شمالی ۱۳۳٫۸°غربی | ۹۷ کیلومتر (۶۰ مایل)   |                                                 | [ ۱ ] |
| ۲۸ نوامبر ۱۳۴۸  | ۰۴:۳۹:۵۶           | ۴۰         | حلقه‌ای | ۰.۹۲۹۸ | ۰۴ دقیقه و ۲۸ ثانیه | ۶۹°۴۸′جنوبی ۱۳۴°۱۲′شرقی / ۶۹٫۸°جنوبی ۱۳۴٫۲°شرقی | ۲۱۹ کیلومتر (۱۳۶ مایل) |                                                 | [ ۱ ] |
| ۲۴ آوریل ۱۳۴۷   | ۱۳:۰۱:۲۷           | ۷          | جزئی   | ۰.۳۳۹۰ | —                   | ۶۱°۰۰′جنوبی ۱۶۸°۰۰′غربی / ۶۱٫۰°جنوبی ۱۶۸٫۰°غربی | —                      |                                                 | [ ۱ ] |
| ۲۳ مه ۱۳۴۷      | ۱۹:۳۸:۰۶           | ۴۵         | جزئی   | ۰.۷۵۱۹ | —                   | ۶۲°۱۲′شمالی ۱۱۱°۰۰′غربی / ۶۲٫۲°شمالی ۱۱۱٫۰°غربی | —                      |                                                 | [ ۱ ] |
| ۱۸ اکتبر ۱۳۴۷   | ۰۹:۳۰:۱۳           | ۱۲         | جزئی   | ۰.۲۹۶۳ | —                   | ۶۰°۴۲′شمالی ۱۱۱°۰۰′غربی / ۶۰٫۷°شمالی ۱۱۱٫۰°غربی | —                      |                                                 | [ ۱ ] |
| ۱۴ آوریل ۱۳۴۶   | ۰۵:۴۸:۰۹           | ۱۷         | کامل   | ۱.۰۵۲۸ | ۰۴ دقیقه و ۰۸ ثانیه | ۳۰°۳۰′جنوبی ۱۱۲°۱۲′غربی / ۳۰٫۵°جنوبی ۱۱۲٫۲°غربی | ۲۲۴ کیلومتر (۱۳۹ مایل) |                                                 | [ ۱ ] |
| ۷ اکتبر ۱۳۴۶    | ۱۲:۰۹:۵۹           | ۲۲         | حلقه‌ای | ۰.۹۶۲۳ | ۰۳ دقیقه و ۲۷ ثانیه | ۳۴°۴۲′شمالی ۱۵۲°۱۸′شرقی / ۳۴٫۷°شمالی ۱۵۲٫۳°شرقی | ۱۷۸ کیلومتر (۱۱۱ مایل) |                                                 | [ ۱ ] |
| ۲ آوریل ۱۳۴۵    | ۱۸:۱۴:۲۶           | ۲۷         | مرکب   | ۱.۰۰۱۰ | ۰۰ دقیقه و ۰۶ ثانیه | ۵°۴۸′شمالی ۳۷°۴۲′شرقی / ۵٫۸°شمالی ۳۷٫۷°شرقی     | ۴ کیلومتر (۲٫۵ مایل)   |                                                 | [ ۱ ] |
| ۲۵ سپتامبر ۱۳۴۵ | ۲۲:۱۵:۲۳           | ۳۲         | کامل   | ۱.۰۲۴۰ | ۰۲ دقیقه و ۰۸ ثانیه | ۰°۰۶′شمالی ۲۳°۴۸′غربی / ۰٫۱°شمالی ۲۳٫۸°غربی     | ۸۲ کیلومتر (۵۱ مایل)   |                                                 | [ ۱ ] |
| ۲۲ مارس ۱۳۴۴    | ۲۳:۲۴:۰۲           | ۳۷         | حلقه‌ای | ۰.۹۴۳۷ | ۰۴ دقیقه و ۵۳ ثانیه | ۴۹°۲۴′شمالی ۷۷°۵۴′غربی / ۴۹٫۴°شمالی ۷۷٫۹°غربی   | ۴۷۰ کیلومتر (۲۹۰ مایل) |                                                 | [ ۱ ] |
| ۱۵ سپتامبر ۱۳۴۴ | ۱۳:۲۹:۴۸           | ۴۲         | کامل   | ۱.۰۵۰۰ | ۰۳ دقیقه و ۴۶ ثانیه | ۳۴°۵۴′جنوبی ۸۴°۳۰′شرقی / ۳۴٫۹°جنوبی ۸۴٫۵°شرقی   | ۲۴۷ کیلومتر (۱۵۳ مایل) |                                                 | [ ۱ ] |
| ۱۰ فوریه ۱۳۴۳   | ۰۷:۳۶:۳۹           | ۹          | جزئی   | ۰.۴۸۸۵ | —                   | ۶۲°۱۸′جنوبی ۲۸°۱۲′غربی / ۶۲٫۳°جنوبی ۲۸٫۲°غربی   | —                      |                                                 | [ ۱ ] |
| ۶ اوت ۱۳۴۳      | ۱۹:۱۷:۴۹           | ۱۴         | جزئی   | ۰.۶۳۷۷ | —                   | ۶۲°۵۴′شمالی ۱۶۰°۱۲′شرقی / ۶۲٫۹°شمالی ۱۶۰٫۲°شرقی | —                      |                                                 | [ ۱ ] |
| ۵ سپتامبر ۱۳۴۳  | ۰۵:۲۱:۰۶           | ۵۲         | جزئی   | ۰.۱۵۱۷ | —                   | ۶۱°۲۴′جنوبی ۱۶۵°۲۴′شرقی / ۶۱٫۴°جنوبی ۱۶۵٫۴°شرقی | —                      |                                                 | [ ۱ ] |
| ۳۰ ژانویه ۱۳۴۲  | ۱۳:۲۴:۲۶           | ۱۹         | حلقه‌ای | ۰.۹۹۲۳ | ۰۰ دقیقه و ۳۹ ثانیه | ۴۹°۲۴′جنوبی ۱۲۹°۳۰′شرقی / ۴۹٫۴°جنوبی ۱۲۹٫۵°شرقی | ۳۱ کیلومتر (۱۹ مایل)   |                                                 | [ ۱ ] |
| ۲۷ ژوئیه ۱۳۴۲   | ۰۴:۰۲:۴۵           | ۲۴         | حلقه‌ای | ۰.۹۶۸۸ | ۰۲ دقیقه و ۵۰ ثانیه | ۵۰°۳۰′شمالی ۹۷°۱۲′غربی / ۵۰٫۵°شمالی ۹۷٫۲°غربی   | ۱۲۹ کیلومتر (۸۰ مایل)  |                                                 | [ ۱ ] |
| ۲۰ ژانویه ۱۳۴۱  | ۰۲:۰۱:۱۶           | ۲۹         | کامل   | ۱.۰۴۱۴ | ۰۳ دقیقه و ۵۸ ثانیه | ۱۰°۱۸′جنوبی ۷۷°۱۲′غربی / ۱۰٫۳°جنوبی ۷۷٫۲°غربی   | ۱۴۲ کیلومتر (۸۸ مایل)  |                                                 | [ ۱ ] |
| ۱۵ ژوئیه ۱۳۴۱   | ۰۶:۰۴:۴۸           | ۳۴         | حلقه‌ای | ۰.۹۴۳۰ | ۰۷ دقیقه و ۵۰ ثانیه | ۸°۲۴′شمالی ۱۴۱°۵۴′غربی / ۸٫۴°شمالی ۱۴۱٫۹°غربی   | ۲۱۸ کیلومتر (۱۳۵ مایل) |                                                 | [ ۱ ] |
| ۸ ژانویه ۱۳۴۰   | ۱۷:۵۵:۳۷           | ۳۹         | کامل   | ۱.۰۴۰۶ | ۰۳ دقیقه و ۲۰ ثانیه | ۳۹°۳۰′شمالی ۳۵°۴۸′شرقی / ۳۹٫۵°شمالی ۳۵٫۸°شرقی   | ۳۰۶ کیلومتر (۱۹۰ مایل) |                                                 | [ ۱ ] |
| ۴ ژوئیه ۱۳۴۰    | ۰۶:۵۰:۴۶           | ۴۴         | حلقه‌ای | ۰.۹۵۷۴ | —                   | ۶۵°۴۲′جنوبی ۱۶۳°۴۲′غربی / ۶۵٫۷°جنوبی ۱۶۳٫۷°غربی | —                      |                                                 | [ ۱ ] |
| ۲۹ نوامبر ۱۳۴۰  | ۱۹:۰۹:۵۷           | ۱۱         | جزئی   | ۰.۶۴۶۰ | —                   | ۶۸°۴۸′جنوبی ۱۳۴°۰۶′غربی / ۶۸٫۸°جنوبی ۱۳۴٫۱°غربی | —                      |                                                 | [ ۱ ] |
| ۲۵ مه ۱۳۳۹      | ۰۴:۰۶:۵۶           | ۱۶         | کامل   | ۱.۰۳۲۷ | ۰۱ دقیقه و ۵۴ ثانیه | ۷۹°۲۴′شمالی ۱۷۶°۱۸′غربی / ۷۹٫۴°شمالی ۱۷۶٫۳°غربی | ۲۹۱ کیلومتر (۱۸۱ مایل) |                                                 | [ ۱ ] |
| ۱۸ نوامبر ۱۳۳۹  | ۲۳:۵۱:۰۳           | ۲۱         | حلقه‌ای | ۰.۹۲۷۵ | ۰۷ دقیقه و ۲۲ ثانیه | ۴۸°۳۰′جنوبی ۵۷°۰۶′غربی / ۴۸٫۵°جنوبی ۵۷٫۱°غربی   | ۳۲۳ کیلومتر (۲۰۱ مایل) |                                                 | [ ۱ ] |
| ۱۴ مه ۱۳۳۸      | ۲۰:۰۰:۲۷           | ۲۶         | کامل   | ۱.۰۸۰۱ | ۰۶ دقیقه و ۵۱ ثانیه | ۲۳°۳۰′شمالی ۸°۰۰′شرقی / ۲۳٫۵°شمالی ۸٫۰°شرقی     | ۲۶۱ کیلومتر (۱۶۲ مایل) |                                                 | [ ۱ ] |
| ۷ نوامبر ۱۳۳۸   | ۲۳:۰۴:۵۳           | ۳۱         | حلقه‌ای | ۰.۹۱۷۶ | ۱۱ دقیقه و ۲۴ ثانیه | ۵°۱۸′جنوبی ۳۴°۳۶′غربی / ۵٫۳°جنوبی ۳۴٫۶°غربی     | ۳۱۶ کیلومتر (۱۹۶ مایل) |                                                 | [ ۱ ] |
| ۳ مه ۱۳۳۷       | ۱۳:۱۲:۲۶           | ۳۶         | کامل   | ۱.۰۶۴۹ | ۰۵ دقیقه و ۴۱ ثانیه | ۲۴°۰۰′جنوبی ۱۲۲°۴۲′شرقی / ۲۴٫۰°جنوبی ۱۲۲٫۷°شرقی | ۲۶۳ کیلومتر (۱۶۳ مایل) |                                                 | [ ۱ ] |
| ۲۷ اکتبر ۱۳۳۷   | ۰۰:۱۰:۲۴           | ۴۱         | حلقه‌ای | ۰.۹۴۴۲ | ۰۵ دقیقه و ۳۳ ثانیه | ۴۲°۵۴′شمالی ۳۴°۳۰′غربی / ۴۲٫۹°شمالی ۳۴٫۵°غربی   | ۳۴۷ کیلومتر (۲۱۶ مایل) |                                                 | [ ۱ ] |
| ۲۴ مارس ۱۳۳۶    | ۱۵:۵۳:۱۷           | ۸          | جزئی   | ۰.۴۴۸۷ | —                   | ۷۱°۴۲′شمالی ۲°۵۴′غربی / ۷۱٫۷°شمالی ۲٫۹°غربی     | —                      |                                                 | [ ۱ ] |
| ۲۳ آوریل ۱۳۳۶   | ۰۳:۰۳:۱۴           | ۴۶         | جزئی   | ۰.۲۵۷۵ | —                   | ۷۱°۱۲′جنوبی ۲۷°۵۴′غربی / ۷۱٫۲°جنوبی ۲۷٫۹°غربی   | —                      |                                                 | [ ۱ ] |
| ۱۶ سپتامبر ۱۳۳۶ | ۲۱:۰۵:۳۳           | ۱۳         | جزئی   | ۰.۴۸۹۲ | —                   | ۷۱°۱۲′جنوبی ۷۲°۰۰′غربی / ۷۱٫۲°جنوبی ۷۲٫۰°غربی   | —                      |                                                 | [ ۱ ] |
| ۱۶ اکتبر ۱۳۳۶   | ۰۸:۲۵:۳۶           | ۵۱         | جزئی   | ۰.۱۸۷۲ | —                   | ۷۱°۳۰′شمالی ۱۰۰°۰۰′غربی / ۷۱٫۵°شمالی ۱۰۰٫۰°غربی | —                      |                                                 | [ ۱ ] |
| ۱۳ مارس ۱۳۳۵    | ۱۹:۰۳:۱۴           | ۱۸         | حلقه‌ای | ۰.۹۴۰۲ | ۰۷ دقیقه و ۰۹ ثانیه | ۲۶°۴۲′شمالی ۱۸°۵۴′شرقی / ۲۶٫۷°شمالی ۱۸٫۹°شرقی   | ۲۷۱ کیلومتر (۱۶۸ مایل) |                                                 | [ ۱ ] |
| ۶ سپتامبر ۱۳۳۵  | ۱۳:۰۴:۱۹           | ۲۳         | کامل   | ۱.۰۵۵۱ | ۰۴ دقیقه و ۴۸ ثانیه | ۲۲°۵۴′جنوبی ۱۰۶°۳۶′شرقی / ۲۲٫۹°جنوبی ۱۰۶٫۶°شرقی | ۲۲۲ کیلومتر (۱۳۸ مایل) |                                                 | [ ۱ ] |
| ۲ مارس ۱۳۳۴     | ۱۹:۰۹:۱۴           | ۲۸         | حلقه‌ای | ۰.۹۴۵۴ | ۰۶ دقیقه و ۴۳ ثانیه | ۲۰°۱۸′جنوبی ۳۱°۲۴′شرقی / ۲۰٫۳°جنوبی ۳۱٫۴°شرقی   | ۲۰۳ کیلومتر (۱۲۶ مایل) |                                                 | [ ۱ ] |
| ۲۷ اوت ۱۳۳۴     | ۰۴:۱۹:۲۶           | ۳۳         | کامل   | ۱.۰۲۸۹ | ۰۲ دقیقه و ۴۶ ثانیه | ۲۲°۰۰′شمالی ۱۱۰°۳۶′غربی / ۲۲٫۰°شمالی ۱۱۰٫۶°غربی | ۹۹ کیلومتر (۶۲ مایل)   |                                                 | [ ۱ ] |
| ۱۹ فوریه ۱۳۳۳   | ۲۳:۳۶:۲۳           | ۳۸         | حلقه‌ای | ۰.۹۷۸۹ | ۰۱ دقیقه و ۲۸ ثانیه | ۷۲°۱۸′جنوبی ۱°۴۸′شرقی / ۷۲٫۳°جنوبی ۱٫۸°شرقی     | ۱۵۵ کیلومتر (۹۶ مایل)  |                                                 | [ ۱ ] |
| ۱۵ اوت ۱۳۳۳     | ۱۴:۲۴:۳۹           | ۴۳         | حلقه‌ای | ۰.۹۶۷۷ | ۰۲ دقیقه و ۱۲ ثانیه | ۷۷°۳۶′شمالی ۱۴۳°۳۶′شرقی / ۷۷٫۶°شمالی ۱۴۳٫۶°شرقی | ۲۶۲ کیلومتر (۱۶۳ مایل) |                                                 | [ ۱ ] |
| ۱۰ ژانویه ۱۳۳۲  | ۰۱:۱۲:۳۳           | ۱۰         | جزئی   | ۰.۷۷۶۱ | —                   | ۶۶°۲۴′شمالی ۵۹°۳۶′غربی / ۶۶٫۴°شمالی ۵۹٫۶°غربی   | —                      |                                                 | [ ۱ ] |
| ۸ فوریه ۱۳۳۲    | ۱۱:۰۹:۱۷           | ۴۸         | جزئی   | ۰.۰۱۶۳ | —                   | ۶۹°۰۶′جنوبی ۵۹°۲۴′غربی / ۶۹٫۱°جنوبی ۵۹٫۴°غربی   | —                      |                                                 | [ ۱ ] |
| ۶ ژوئیه ۱۳۳۲    | ۰۱:۳۲:۱۷           | ۱۵         | جزئی   | ۰.۵۶۸۶ | —                   | ۶۵°۳۰′جنوبی ۵۹°۰۶′غربی / ۶۵٫۵°جنوبی ۵۹٫۱°غربی   | —                      |                                                 | [ ۱ ] |
| ۳۰ دسامبر ۱۳۳۲  | ۱۷:۰۸:۰۹           | ۲۰         | کامل   | ۱.۰۴۰۶ | ۰۴ دقیقه و ۰۰ ثانیه | ۳°۰۶′شمالی ۵۹°۰۰′شرقی / ۳٫۱°شمالی ۵۹٫۰°شرقی     | ۱۵۳ کیلومتر (۹۵ مایل)  |                                                 | [ ۱ ] |
| ۲۵ ژوئن ۱۳۳۱    | ۰۳:۲۴:۰۸           | ۲۵         | حلقه‌ای | ۰.۹۷۲۴ | ۰۳ دقیقه و ۲۹ ثانیه | ۳°۰۶′جنوبی ۹۶°۳۶′غربی / ۳٫۱°جنوبی ۹۶٫۶°غربی     | ۱۱۰ کیلومتر (۶۸ مایل)  |                                                 | [ ۱ ] |
| ۲۰ دسامبر ۱۳۳۱  | ۰۶:۲۰:۴۶           | ۳۰         | حلقه‌ای | ۰.۹۹۴۲ | ۰۰ دقیقه و ۳۳ ثانیه | ۳۶°۴۸′جنوبی ۱۴۶°۴۸′غربی / ۳۶٫۸°جنوبی ۱۴۶٫۸°غربی | ۲۱ کیلومتر (۱۳ مایل)   |                                                 | [ ۱ ] |
| ۱۴ ژوئن ۱۳۳۰    | ۱۲:۰۰:۰۱           | ۳۵         | کامل   | ۱.۰۲۹۲ | ۰۲ دقیقه و ۳۰ ثانیه | ۴۱°۱۸′شمالی ۱۲۲°۴۲′شرقی / ۴۱٫۳°شمالی ۱۲۲٫۷°شرقی | ۱۰۵ کیلومتر (۶۵ مایل)  |                                                 | [ ۱ ] |
| ۹ دسامبر ۱۳۳۰   | ۱۲:۵۲:۵۶           | ۴۰         | حلقه‌ای | ۰.۹۲۸۴ | ۰۴ دقیقه و ۳۰ ثانیه | ۷۲°۲۴′جنوبی ۱°۴۲′غربی / ۷۲٫۴°جنوبی ۱٫۷°غربی     | ۲۴۳ کیلومتر (۱۵۱ مایل) |                                                 | [ ۱ ] |
| ۴ مه ۱۳۲۹       | ۲۰:۲۷:۲۲           | ۷          | جزئی   | ۰.۲۰۰۷ | —                   | ۶۱°۲۴′جنوبی ۷۰°۰۶′شرقی / ۶۱٫۴°جنوبی ۷۰٫۱°شرقی   | —                      |                                                 | [ ۱ ] |
| ۳ ژوئن ۱۳۲۹     | ۰۲:۵۹:۲۵           | ۴۵         | جزئی   | ۰.۸۹۹۰ | —                   | ۶۲°۵۴′شمالی ۱۲۷°۵۴′شرقی / ۶۲٫۹°شمالی ۱۲۷٫۹°شرقی | —                      |                                                 | [ ۱ ] |
| ۲۸ اکتبر ۱۳۲۹   | ۱۷:۲۹:۰۶           | ۱۲         | جزئی   | ۰.۲۸۶۷ | —                   | ۶۱°۰۰′شمالی ۱۱۹°۰۶′شرقی / ۶۱٫۰°شمالی ۱۱۹٫۱°شرقی | —                      |                                                 | [ ۱ ] |
| ۲۴ آوریل ۱۳۲۸   | ۱۳:۱۰:۳۷           | ۱۷         | کامل   | ۱.۰۵۰۴ | ۰۴ دقیقه و ۰۰ ثانیه | ۳۱°۵۴′جنوبی ۱۳۶°۳۶′شرقی / ۳۱٫۹°جنوبی ۱۳۶٫۶°شرقی | ۲۳۵ کیلومتر (۱۴۶ مایل) |                                                 | [ ۱ ] |
| ۱۷ اکتبر ۱۳۲۸   | ۲۰:۲۴:۰۷           | ۲۲         | حلقه‌ای | ۰.۹۶۳۱ | ۰۳ دقیقه و ۲۹ ثانیه | ۳۱°۱۲′شمالی ۲۵°۳۶′شرقی / ۳۱٫۲°شمالی ۲۵٫۶°شرقی   | ۱۷۵ کیلومتر (۱۰۹ مایل) |                                                 | [ ۱ ] |
| ۱۴ آوریل ۱۳۲۷   | ۰۱:۱۷:۳۱           | ۲۷         | حلقه‌ای | ۰.۹۹۹۶ | ۰۰ دقیقه و ۰۲ ثانیه | ۶°۲۴′شمالی ۶۸°۴۲′غربی / ۶٫۴°شمالی ۶۸٫۷°غربی     | ۱ کیلومتر (۰٫۶۲ مایل)  |                                                 | [ ۱ ] |
| ۷ اکتبر ۱۳۲۷    | ۰۶:۴۵:۰۱           | ۳۲         | کامل   | ۱.۰۲۴۱ | ۰۲ دقیقه و ۰۷ ثانیه | ۳°۴۲′جنوبی ۱۵۳°۰۰′غربی / ۳٫۷°جنوبی ۱۵۳٫۰°غربی   | ۸۲ کیلومتر (۵۱ مایل)   |                                                 | [ ۱ ] |
| ۳ آوریل ۱۳۲۶    | ۰۶:۰۵:۳۷           | ۳۷         | حلقه‌ای | ۰.۹۴۶۲ | ۰۴ دقیقه و ۴۵ ثانیه | ۴۶°۴۸′شمالی ۱۷۵°۱۲′غربی / ۴۶٫۸°شمالی ۱۷۵٫۲°غربی | ۳۴۷ کیلومتر (۲۱۶ مایل) |                                                 | [ ۱ ] |
| ۲۶ سپتامبر ۱۳۲۶ | ۲۲:۰۰:۱۷           | ۴۲         | کامل   | ۱.۰۴۷۸ | ۰۳ دقیقه و ۳۰ ثانیه | ۳۷°۰۰′جنوبی ۴۶°۱۲′غربی / ۳۷٫۰°جنوبی ۴۶٫۲°غربی   | ۲۲۹ کیلومتر (۱۴۲ مایل) |                                                 | [ ۱ ] |
| ۲۱ فوریه ۱۳۲۵   | ۱۴:۵۵:۴۱           | ۹          | جزئی   | ۰.۴۱۹۲ | —                   | ۶۱°۴۲′جنوبی ۱۴۸°۲۴′غربی / ۶۱٫۷°جنوبی ۱۴۸٫۴°غربی | —                      |                                                 | [ ۱ ] |
| ۱۷ اوت ۱۳۲۵     | ۰۳:۰۰:۱۶           | ۱۴         | جزئی   | ۰.۵۴۸۲ | —                   | ۶۲°۱۲′شمالی ۳۳°۵۴′شرقی / ۶۲٫۲°شمالی ۳۳٫۹°شرقی   | —                      |                                                 | [ ۱ ] |
| ۱۵ سپتامبر ۱۳۲۵ | ۱۳:۳۶:۱۸           | ۵۲         | جزئی   | ۰.۱۹۴۵ | —                   | ۶۱°۰۰′جنوبی ۳۱°۱۸′شرقی / ۶۱٫۰°جنوبی ۳۱٫۳°شرقی   | —                      |                                                 | [ ۱ ] |
| ۹ فوریه ۱۳۲۴    | ۲۱:۱۷:۵۹           | ۱۹         | حلقه‌ای | ۰.۹۹۸۳ | ۰۰ دقیقه و ۰۸ ثانیه | ۴۷°۴۸′جنوبی ۱۳°۱۸′شرقی / ۴۷٫۸°جنوبی ۱۳٫۳°شرقی   | ۷ کیلومتر (۴٫۳ مایل)   |                                                 | [ ۱ ] |
| ۶ اوت ۱۳۲۴      | ۱۱:۱۰:۰۳           | ۲۴         | حلقه‌ای | ۰.۹۶۲۵ | ۰۳ دقیقه و ۲۰ ثانیه | ۵۱°۱۸′شمالی ۱۶۰°۰۶′شرقی / ۵۱٫۳°شمالی ۱۶۰٫۱°شرقی | ۱۶۲ کیلومتر (۱۰۱ مایل) |                                                 | [ ۱ ] |
| ۳۰ ژانویه ۱۳۲۳  | ۱۰:۲۲:۲۵           | ۲۹         | کامل   | ۱.۰۴۶۵ | ۰۴ دقیقه و ۱۹ ثانیه | ۱۰°۰۰′جنوبی ۱۵۶°۱۸′شرقی / ۱۰٫۰°جنوبی ۱۵۶٫۳°شرقی | ۱۵۸ کیلومتر (۹۸ مایل)  |                                                 | [ ۱ ] |
| ۲۶ ژوئیه ۱۳۲۳   | ۱۲:۴۵:۱۵           | ۳۴         | حلقه‌ای | ۰.۹۴۰۲ | ۰۷ دقیقه و ۵۷ ثانیه | ۱۱°۳۰′شمالی ۱۱۶°۵۴′شرقی / ۱۱٫۵°شمالی ۱۱۶٫۹°شرقی | ۲۲۶ کیلومتر (۱۴۰ مایل) |                                                 | [ ۱ ] |
| ۲۰ ژانویه ۱۳۲۲  | ۰۲:۲۷:۵۸           | ۳۹         | کامل   | ۱.۰۴۳۲ | ۰۳ دقیقه و ۳۳ ثانیه | ۳۷°۳۶′شمالی ۹۷°۳۰′غربی / ۳۷٫۶°شمالی ۹۷٫۵°غربی   | ۳۰۱ کیلومتر (۱۸۷ مایل) |                                                 | [ ۱ ] |
| ۱۵ ژوئیه ۱۳۲۲   | ۱۳:۳۵:۲۸           | ۴۴         | حلقه‌ای | ۰.۹۵۰۹ | ۰۵ دقیقه و ۰۴ ثانیه | ۴۴°۳۶′جنوبی ۹۳°۴۸′شرقی / ۴۴٫۶°جنوبی ۹۳٫۸°شرقی   | ۴۹۸ کیلومتر (۳۰۹ مایل) |                                                 | [ ۱ ] |
| ۱۱ دسامبر ۱۳۲۲  | ۰۳:۳۸:۴۵           | ۱۱         | جزئی   | ۰.۶۳۷۱ | —                   | ۶۷°۴۲′جنوبی ۸۵°۳۶′شرقی / ۶۷٫۷°جنوبی ۸۵٫۶°شرقی   | —                      |                                                 | [ ۱ ] |
| ۴ ژوئن ۱۳۲۱     | ۱۱:۱۷:۰۱           | ۱۶         | کامل   | ۱.۰۳۰۰ | ۰۱ دقیقه و ۳۰ ثانیه | ۷۲°۲۴′شمالی ۱۸°۰۰′غربی / ۷۲٫۴°شمالی ۱۸٫۰°غربی   | —                      |                                                 | [ ۱ ] |
| ۲۹ نوامبر ۱۳۲۱  | ۰۷:۵۹:۰۹           | ۲۱         | حلقه‌ای | ۰.۹۲۶۰ | ۰۷ دقیقه و ۲۳ ثانیه | ۵۲°۱۲′جنوبی ۱۷۷°۴۸′غربی / ۵۲٫۲°جنوبی ۱۷۷٫۸°غربی | ۳۳۱ کیلومتر (۲۰۶ مایل) |                                                 | [ ۱ ] |
| ۲۵ مه ۱۳۲۰      | ۰۳:۲۳:۴۵           | ۲۶         | کامل   | ۱.۰۸۰۷ | ۰۶ دقیقه و ۴۱ ثانیه | ۳۱°۰۰′شمالی ۱۰۵°۱۸′غربی / ۳۱٫۰°شمالی ۱۰۵٫۳°غربی | ۲۶۷ کیلومتر (۱۶۶ مایل) |                                                 | [ ۱ ] |
| ۱۸ نوامبر ۱۳۲۰  | ۰۷:۰۶:۲۴           | ۳۱         | حلقه‌ای | ۰.۹۱۷۸ | ۱۱ دقیقه و ۲۹ ثانیه | ۹°۰۶′جنوبی ۱۵۶°۴۲′غربی / ۹٫۱°جنوبی ۱۵۶٫۷°غربی   | ۳۱۵ کیلومتر (۱۹۶ مایل) |                                                 | [ ۱ ] |
| ۱۴ مه ۱۳۱۹      | ۲۰:۳۱:۳۶           | ۳۶         | کامل   | ۱.۰۶۴۱ | ۰۵ دقیقه و ۵۵ ثانیه | ۱۵°۴۸′جنوبی ۷°۴۸′شرقی / ۱۵٫۸°جنوبی ۷٫۸°شرقی     | ۲۴۵ کیلومتر (۱۵۲ مایل) |                                                 | [ ۱ ] |
| ۷ نوامبر ۱۳۱۹   | ۰۸:۲۸:۱۴           | ۴۱         | حلقه‌ای | ۰.۹۴۵۹ | ۰۵ دقیقه و ۳۶ ثانیه | ۳۹°۱۲′شمالی ۱۶۳°۵۴′غربی / ۳۹٫۲°شمالی ۱۶۳٫۹°غربی | ۳۳۴ کیلومتر (۲۰۸ مایل) |                                                 | [ ۱ ] |
| ۴ آوریل ۱۳۱۸    | ۲۲:۵۱:۳۰           | ۸          | جزئی   | ۰.۳۲۱۸ | —                   | ۷۱°۴۲′شمالی ۱۲۳°۰۰′غربی / ۷۱٫۷°شمالی ۱۲۳٫۰°غربی | —                      |                                                 | [ ۱ ] |
| ۴ مه ۱۳۱۸       | ۱۰:۰۱:۵۴           | ۴۶         | جزئی   | ۰.۳۸۶۵ | —                   | ۷۰°۴۲′جنوبی ۱۴۷°۲۴′غربی / ۷۰٫۷°جنوبی ۱۴۷٫۴°غربی | —                      |                                                 | [ ۱ ] |
| ۲۸ سپتامبر ۱۳۱۸ | ۰۵:۳۳:۱۸           | ۱۳         | جزئی   | ۰.۴۶۳۲ | —                   | ۷۱°۳۰′جنوبی ۱۴۵°۳۶′شرقی / ۷۱٫۵°جنوبی ۱۴۵٫۶°شرقی | —                      |                                                 | [ ۱ ] |
| ۲۷ اکتبر ۱۳۱۸   | ۱۷:۰۲:۳۰           | ۵۱         | جزئی   | ۰.۱۹۹۹ | —                   | ۷۱°۰۶′شمالی ۱۱۵°۱۸′شرقی / ۷۱٫۱°شمالی ۱۱۵٫۳°شرقی | —                      |                                                 | [ ۱ ] |
| ۲۴ مارس ۱۳۱۷    | ۰۱:۴۷:۲۴           | ۱۸         | حلقه‌ای | ۰.۹۴۱۰ | ۰۶ دقیقه و ۳۲ ثانیه | ۳۵°۱۸′شمالی ۸۷°۵۴′غربی / ۳۵٫۳°شمالی ۸۷٫۹°غربی   | ۲۸۵ کیلومتر (۱۷۷ مایل) |                                                 | [ ۱ ] |
| ۱۶ سپتامبر ۱۳۱۷ | ۲۱:۲۷:۴۴           | ۲۳         | کامل   | ۱.۰۵۱۰ | ۰۴ دقیقه و ۱۸ ثانیه | ۲۸°۱۸′جنوبی ۲۳°۱۸′غربی / ۲۸٫۳°جنوبی ۲۳٫۳°غربی   | ۲۱۱ کیلومتر (۱۳۱ مایل) |                                                 | [ ۱ ] |
| ۱۳ مارس ۱۳۱۶    | ۰۲:۰۶:۵۲           | ۲۸         | حلقه‌ای | ۰.۹۵۰۲ | ۰۶ دقیقه و ۱۱ ثانیه | ۱۳°۰۰′جنوبی ۷۶°۰۶′غربی / ۱۳٫۰°جنوبی ۷۶٫۱°غربی   | ۱۸۳ کیلومتر (۱۱۴ مایل) |                                                 | [ ۱ ] |
| ۶ سپتامبر ۱۳۱۶  | ۱۲:۲۲:۲۲           | ۳۳         | کامل   | ۱.۰۲۲۸ | ۰۲ دقیقه و ۱۴ ثانیه | ۱۶°۲۴′شمالی ۱۲۶°۳۶′شرقی / ۱۶٫۴°شمالی ۱۲۶٫۶°شرقی | ۷۸ کیلومتر (۴۸ مایل)   |                                                 | [ ۱ ] |
| ۲ مارس ۱۳۱۵     | ۰۷:۰۸:۳۷           | ۳۸         | حلقه‌ای | ۰.۹۸۶۷ | ۰۰ دقیقه و ۵۹ ثانیه | ۶۴°۰۰′جنوبی ۱۲۲°۵۴′غربی / ۶۴٫۰°جنوبی ۱۲۲٫۹°غربی | ۸۴ کیلومتر (۵۲ مایل)   |                                                 | [ ۱ ] |
| ۲۶ اوت ۱۳۱۵     | ۲۱:۵۳:۰۹           | ۴۳         | حلقه‌ای | ۰.۹۶۲۷ | ۰۲ دقیقه و ۴۶ ثانیه | ۶۹°۵۴′شمالی ۱۷°۰۰′شرقی / ۶۹٫۹°شمالی ۱۷٫۰°شرقی   | ۲۶۰ کیلومتر (۱۶۰ مایل) |                                                 | [ ۱ ] |
| ۲۱ ژانویه ۱۳۱۴  | ۰۹:۴۳:۵۴           | ۱۰         | جزئی   | ۰.۷۴۷۵ | —                   | ۶۷°۲۴′شمالی ۱۶۰°۰۶′شرقی / ۶۷٫۴°شمالی ۱۶۰٫۱°شرقی | —                      |                                                 | [ ۱ ] |
| ۱۹ فوریه ۱۳۱۴   | ۱۹:۱۲:۲۰           | ۴۸         | جزئی   | ۰.۰۸۳۸ | —                   | ۷۰°۰۰′جنوبی ۱۶۵°۵۴′شرقی / ۷۰٫۰°جنوبی ۱۶۵٫۹°شرقی | —                      |                                                 | [ ۱ ] |
| ۱۷ ژوئیه ۱۳۱۴   | ۰۸:۰۶:۳۴           | ۱۵         | جزئی   | ۰.۴۴۴۹ | —                   | ۶۶°۳۶′جنوبی ۱۶۹°۳۶′غربی / ۶۶٫۶°جنوبی ۱۶۹٫۶°غربی | —                      |                                                 | [ ۱ ] |
| ۱۱ ژانویه ۱۳۱۳  | ۰۱:۴۴:۵۴           | ۲۰         | کامل   | ۱.۰۴۱۳ | ۰۴ دقیقه و ۰۶ ثانیه | ۴°۲۴′شمالی ۷۲°۳۶′غربی / ۴٫۴°شمالی ۷۲٫۶°غربی     | ۱۵۶ کیلومتر (۹۷ مایل)  |                                                 | [ ۱ ] |
| ۵ ژوئیه ۱۳۱۳    | ۱۰:۱۱:۱۲           | ۲۵         | حلقه‌ای | ۰.۹۷۲۸ | ۰۳ دقیقه و ۲۷ ثانیه | ۷°۴۸′جنوبی ۱۵۹°۰۶′شرقی / ۷٫۸°جنوبی ۱۵۹٫۱°شرقی   | ۱۱۵ کیلومتر (۷۱ مایل)  |                                                 | [ ۱ ] |
| ۳۰ دسامبر ۱۳۱۳  | ۱۴:۴۸:۰۹           | ۳۰         | حلقه‌ای | ۰.۹۹۳۱ | ۰۰ دقیقه و ۴۰ ثانیه | ۳۷°۱۸′جنوبی ۸۷°۳۶′شرقی / ۳۷٫۳°جنوبی ۸۷٫۶°شرقی   | ۲۵ کیلومتر (۱۶ مایل)   |                                                 | [ ۱ ] |
| ۲۴ ژوئن ۱۳۱۲    | ۱۹:۱۰:۵۳           | ۳۵         | کامل   | ۱.۰۳۱۷ | ۰۲ دقیقه و ۴۸ ثانیه | ۳۸°۳۰′شمالی ۱۷°۰۰′شرقی / ۳۸٫۵°شمالی ۱۷٫۰°شرقی   | ۱۱۱ کیلومتر (۶۹ مایل)  | (may be خورشیدگرفتگی ۲۴ ژوئن ۱۳۱۲ پیش از میلاد) | [ ۱ ] |
| ۱۹ دسامبر ۱۳۱۲  | ۲۱:۰۰:۳۶           | ۴۰         | حلقه‌ای | ۰.۹۲۷۷ | ۰۴ دقیقه و ۳۳ ثانیه | ۷۵°۳۶′جنوبی ۱۳۵°۴۲′غربی / ۷۵٫۶°جنوبی ۱۳۵٫۷°غربی | ۱۶۹ کیلومتر (۱۰۵ مایل) |                                                 | [ ۱ ] |
| ۱۶ مه ۱۳۱۱      | ۰۳:۵۲:۱۹           | ۷          | جزئی   | ۰.۰۶۱۳ | —                   | ۶۱°۵۴′جنوبی ۵۱°۴۲′غربی / ۶۱٫۹°جنوبی ۵۱٫۷°غربی   | —                      |                                                 | [ ۱ ] |
| ۱۴ ژوئن ۱۳۱۱    | ۱۰:۲۳:۵۴           | ۴۵         | کامل   | ۱.۰۵۹۳ | ۰۲ دقیقه و ۴۸ ثانیه | ۶۹°۰۶′شمالی ۱۵°۱۸′شرقی / ۶۹٫۱°شمالی ۱۵٫۳°شرقی   | —                      |                                                 | [ ۱ ] |
| ۹ نوامبر ۱۳۱۱   | ۰۱:۳۱:۵۷           | ۱۲         | جزئی   | ۰.۲۸۱۵ | —                   | ۶۱°۲۴′شمالی ۱۱°۵۴′غربی / ۶۱٫۴°شمالی ۱۱٫۹°غربی   | —                      |                                                 | [ ۱ ] |
| ۵ مه ۱۳۱۰       | ۲۰:۲۷:۰۰           | ۱۷         | کامل   | ۱.۰۴۶۹ | ۰۳ دقیقه و ۴۵ ثانیه | ۳۴°۴۸′جنوبی ۲۷°۰۰′شرقی / ۳۴٫۸°جنوبی ۲۷٫۰°شرقی   | ۲۵۱ کیلومتر (۱۵۶ مایل) |                                                 | [ ۱ ] |
| ۲۹ اکتبر ۱۳۱۰   | ۰۴:۴۵:۰۷           | ۲۲         | حلقه‌ای | ۰.۹۶۴۵ | ۰۳ دقیقه و ۲۸ ثانیه | ۲۷°۵۴′شمالی ۱۰۳°۱۲′غربی / ۲۷٫۹°شمالی ۱۰۳٫۲°غربی | ۱۶۹ کیلومتر (۱۰۵ مایل) |                                                 | [ ۱ ] |
| ۲۴ آوریل ۱۳۰۹   | ۰۸:۱۲:۳۳           | ۲۷         | حلقه‌ای | ۰.۹۹۷۶ | ۰۰ دقیقه و ۱۴ ثانیه | ۶°۳۶′شمالی ۱۷۲°۵۴′غربی / ۶٫۶°شمالی ۱۷۲٫۹°غربی   | ۸ کیلومتر (۵٫۰ مایل)   |                                                 | [ ۱ ] |
| ۱۷ اکتبر ۱۳۰۹   | ۱۵:۲۱:۳۵           | ۳۲         | کامل   | ۱.۰۲۴۶ | ۰۲ دقیقه و ۰۹ ثانیه | ۷°۴۸′جنوبی ۷۶°۰۰′شرقی / ۷٫۸°جنوبی ۷۶٫۰°شرقی     | ۸۴ کیلومتر (۵۲ مایل)   |                                                 | [ ۱ ] |
| ۱۳ آوریل ۱۳۰۸   | ۱۲:۳۹:۳۷           | ۳۷         | حلقه‌ای | ۰.۹۴۸۰ | ۰۴ دقیقه و ۴۰ ثانیه | ۴۵°۱۲′شمالی ۸۸°۵۴′شرقی / ۴۵٫۲°شمالی ۸۸٫۹°شرقی   | ۲۸۴ کیلومتر (۱۷۶ مایل) | (may be خورشیدگرفتگی ۲۴ ژوئن ۱۳۱۲ پیش از میلاد) | [ ۱ ] |
| ۷ اکتبر ۱۳۰۸    | ۰۶:۳۸:۳۴           | ۴۲         | کامل   | ۱.۰۴۵۶ | ۰۳ دقیقه و ۱۶ ثانیه | ۴۰°۰۰′جنوبی ۱۷۸°۵۴′غربی / ۴۰٫۰°جنوبی ۱۷۸٫۹°غربی | ۲۱۵ کیلومتر (۱۳۴ مایل) |                                                 | [ ۱ ] |
| ۳ مارس ۱۳۰۷     | ۲۲:۰۶:۲۱           | ۹          | جزئی   | ۰.۳۳۶۷ | —                   | ۶۱°۱۲′جنوبی ۹۳°۳۰′شرقی / ۶۱٫۲°جنوبی ۹۳٫۵°شرقی   | —                      |                                                 | [ ۱ ] |
| ۲ آوریل ۱۳۰۷    | ۱۳:۰۴:۵۹           | ۴۷         | جزئی   | ۰.۱۱۰۰ | —                   | ۶۰°۳۶′شمالی ۲۵°۱۸′شرقی / ۶۰٫۶°شمالی ۲۵٫۳°شرقی   | —                      |                                                 | [ ۱ ] |
| ۲۸ اوت ۱۳۰۷     | ۱۰:۴۹:۱۶           | ۱۴         | جزئی   | ۰.۴۷۱۱ | —                   | ۶۱°۳۶′شمالی ۹۳°۵۴′غربی / ۶۱٫۶°شمالی ۹۳٫۹°غربی   | —                      |                                                 | [ ۱ ] |
| ۲۶ سپتامبر ۱۳۰۷ | ۲۱:۵۸:۵۱           | ۵۲         | جزئی   | ۰.۲۲۴۹ | —                   | ۶۰°۴۸′جنوبی ۱۰۴°۳۶′غربی / ۶۰٫۸°جنوبی ۱۰۴٫۶°غربی | —                      |                                                 | [ ۱ ] |
| ۲۱ فوریه ۱۳۰۶   | ۰۵:۰۴:۱۵           | ۱۹         | مرکب   | ۱.۰۰۴۵ | ۰۰ دقیقه و ۲۲ ثانیه | ۴۶°۰۰′جنوبی ۱۰۱°۴۸′غربی / ۴۶٫۰°جنوبی ۱۰۱٫۸°غربی | ۱۹ کیلومتر (۱۲ مایل)   |                                                 | [ ۱ ] |
| ۱۷ اوت ۱۳۰۶     | ۱۸:۲۴:۱۸           | ۲۴         | حلقه‌ای | ۰.۹۵۶۱ | ۰۳ دقیقه و ۵۱ ثانیه | ۵۰°۴۸′شمالی ۵۵°۰۰′شرقی / ۵۰٫۸°شمالی ۵۵٫۰°شرقی   | ۱۹۸ کیلومتر (۱۲۳ مایل) |                                                 | [ ۱ ] |
| ۱۰ فوریه ۱۳۰۵   | ۱۸:۳۵:۴۸           | ۲۹         | کامل   | ۱.۰۵۱۸ | ۰۴ دقیقه و ۳۸ ثانیه | ۹°۱۲′جنوبی ۳۱°۴۸′شرقی / ۹٫۲°جنوبی ۳۱٫۸°شرقی     | ۱۷۴ کیلومتر (۱۰۸ مایل) |                                                 | [ ۱ ] |
| ۵ اوت ۱۳۰۵      | ۱۹:۳۴:۳۲           | ۳۴         | حلقه‌ای | ۰.۹۳۷۳ | ۰۸ دقیقه و ۰۳ ثانیه | ۱۳°۱۸′شمالی ۱۳°۵۴′شرقی / ۱۳٫۳°شمالی ۱۳٫۹°شرقی   | ۲۳۵ کیلومتر (۱۴۶ مایل) |                                                 | [ ۱ ] |
| ۳۰ ژانویه ۱۳۰۴  | ۱۰:۵۳:۵۳           | ۳۹         | کامل   | ۱.۰۴۵۹ | ۰۳ دقیقه و ۴۴ ثانیه | ۳۶°۰۰′شمالی ۱۳۱°۳۰′شرقی / ۳۶٫۰°شمالی ۱۳۱٫۵°شرقی | ۲۹۴ کیلومتر (۱۸۳ مایل) |                                                 | [ ۱ ] |
| ۲۵ ژوئیه ۱۳۰۴   | ۲۰:۲۸:۰۱           | ۴۴         | حلقه‌ای | ۰.۹۵۳۰ | ۰۵ دقیقه و ۰۹ ثانیه | ۳۵°۴۸′جنوبی ۱۲°۳۶′غربی / ۳۵٫۸°جنوبی ۱۲٫۶°غربی   | ۳۳۷ کیلومتر (۲۰۹ مایل) |                                                 | [ ۱ ] |
| ۲۱ دسامبر ۱۳۰۴  | ۱۲:۰۴:۲۲           | ۱۱         | جزئی   | ۰.۶۲۴۸ | —                   | ۶۶°۳۶′جنوبی ۵۳°۲۴′غربی / ۶۶٫۶°جنوبی ۵۳٫۴°غربی   | —                      |                                                 | [ ۱ ] |
| ۱۵ ژوئن ۱۳۰۳    | ۱۸:۳۰:۳۴           | ۱۶         | جزئی   | ۰.۸۸۸۲ | —                   | ۶۷°۲۴′شمالی ۱۴۳°۱۸′غربی / ۶۷٫۴°شمالی ۱۴۳٫۳°غربی | —                      |                                                 | [ ۱ ] |
| ۱۰ دسامبر ۱۳۰۳  | ۱۶:۰۵:۱۲           | ۲۱         | حلقه‌ای | ۰.۹۲۵۱ | ۰۷ دقیقه و ۲۱ ثانیه | ۵۵°۰۶′جنوبی ۶۳°۳۰′شرقی / ۵۵٫۱°جنوبی ۶۳٫۵°شرقی   | ۳۳۷ کیلومتر (۲۰۹ مایل) |                                                 | [ ۱ ] |
| ۵ ژوئن ۱۳۰۲     | ۱۰:۴۷:۳۲           | ۲۶         | کامل   | ۱.۰۸۰۵ | ۰۶ دقیقه و ۲۵ ثانیه | ۳۸°۰۶′شمالی ۱۴۲°۱۸′شرقی / ۳۸٫۱°شمالی ۱۴۲٫۳°شرقی | ۲۷۲ کیلومتر (۱۶۹ مایل) |                                                 | [ ۱ ] |
| ۲۹ نوامبر ۱۳۰۲  | ۱۵:۰۸:۲۵           | ۳۱         | حلقه‌ای | ۰.۹۱۸۸ | ۱۱ دقیقه و ۲۶ ثانیه | ۱۲°۱۲′جنوبی ۸۱°۱۸′شرقی / ۱۲٫۲°جنوبی ۸۱٫۳°شرقی   | ۳۱۱ کیلومتر (۱۹۳ مایل) |                                                 | [ ۱ ] |
| ۲۵ مه ۱۳۰۱      | ۰۳:۵۰:۱۶           | ۳۶         | کامل   | ۱.۰۶۲۴ | ۰۶ دقیقه و ۰۰ ثانیه | ۸°۱۸′جنوبی ۱۰۶°۱۸′غربی / ۸٫۳°جنوبی ۱۰۶٫۳°غربی   | ۲۲۹ کیلومتر (۱۴۲ مایل) |                                                 | [ ۱ ] |
| ۱۷ نوامبر ۱۳۰۱  | ۱۶:۴۷:۳۲           | ۴۱         | حلقه‌ای | ۰.۹۴۸۲ | ۰۵ دقیقه و ۳۳ ثانیه | ۳۶°۰۰′شمالی ۶۶°۲۴′شرقی / ۳۶٫۰°شمالی ۶۶٫۴°شرقی   | ۳۱۷ کیلومتر (۱۹۷ مایل) |                                                 | [ ۱ ] |